# 平成26年の大雪

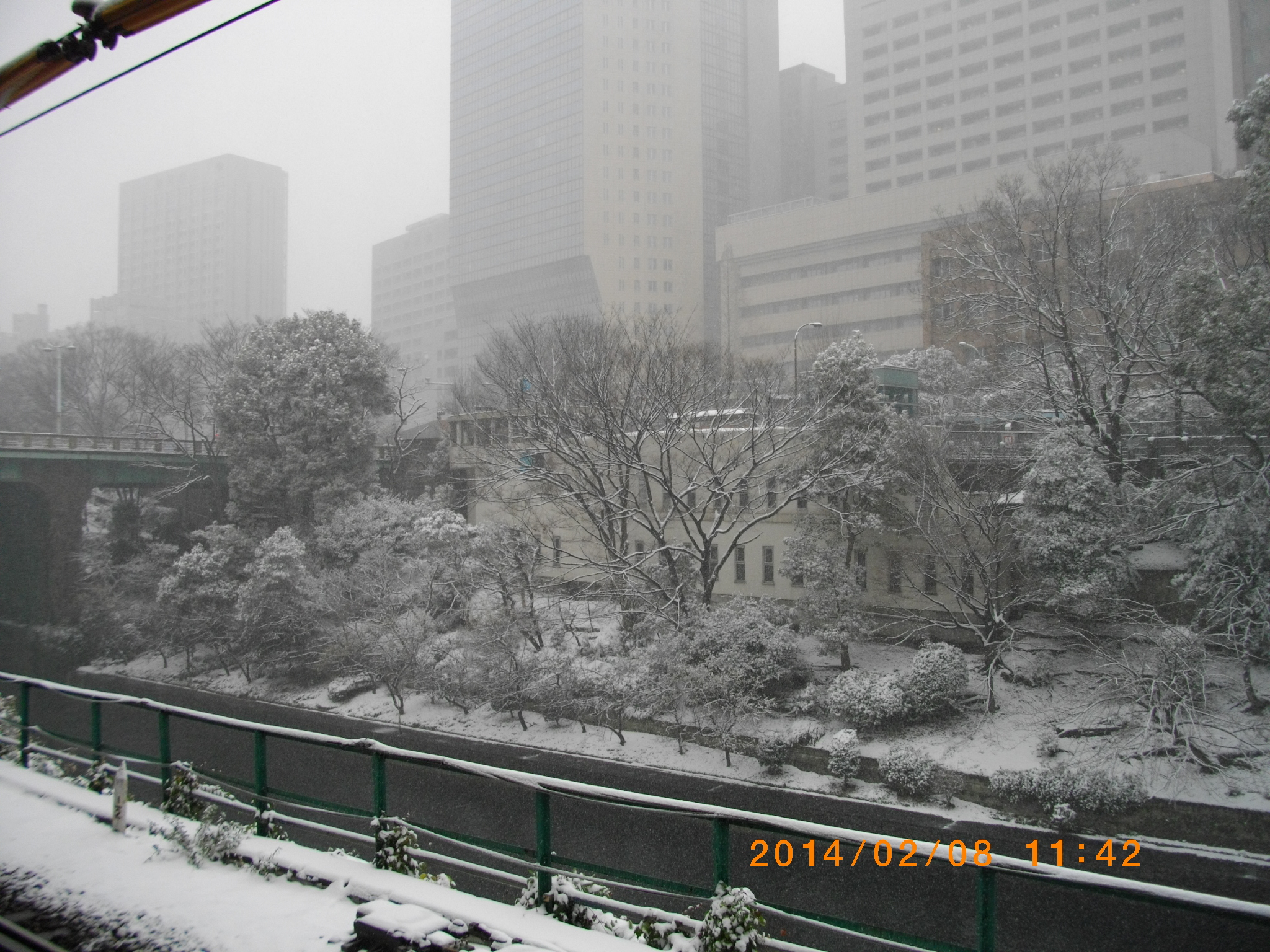
2014年2月8日11時42分頃の御茶ノ水の様子

平成26年の大雪（へいせい26ねんのおおゆき）では、2014年（平成26年）2月に日本で発生した雪害（豪雪）について述べる。
日本国政府が設置した平成26年（2014年）豪雪非常災害対策本部では、2月14日から16日までの大雪等による被害の取りまとめや対処が行われているが、本項では2月上旬の関東地方を中心とした大雪についても併せて記述する。平成26年2月雪害と呼ばれることもある。

## 概要
2月4日正午から6日にかけて冬型の気圧配置となり、下層寒気については「10年に1度」の強い寒波が日本列島に流れ込み、全国的に寒い日が続いた。最高気温0 ℃未満の真冬日となった地点数は、5日・6日と2日連続で400地点を超えた（4日は日付変更直後の深夜から早朝にその日の最高気温を記録した地点が多く、昼になるにつれ気温が著しく低下した）。また、低気圧が急速に発達を続けたため8日・14日と2週続けて広い範囲（関東・甲信越・東北〈主に福島県と宮城県、新潟県の一部も含む〉地方を中心）に大雪となった。いずれも冬型の気圧配置によるものではなく「南岸低気圧」が通過した影響で発生したものであり、上空の気温が低かったことから全国的に雨ではなく雪となった。
積雪量は関東平野部でも30 - 80 cm、甲信越地方および奥多摩・秩父・丹沢・箱根・静岡県東部などの内陸部では1 m以上に達し、山中湖村で最大時には積雪187 cm（国土交通省）を記録するなど、山間部では2 m前後にまで達した。
気候の専門家で構成された気象庁の検討会は、今回の太平洋側における大雪やアメリカの寒波、イギリスの大雨について、30年に1度の異常気象との見解を示している。

### 2月7日から9日にかけての降雪

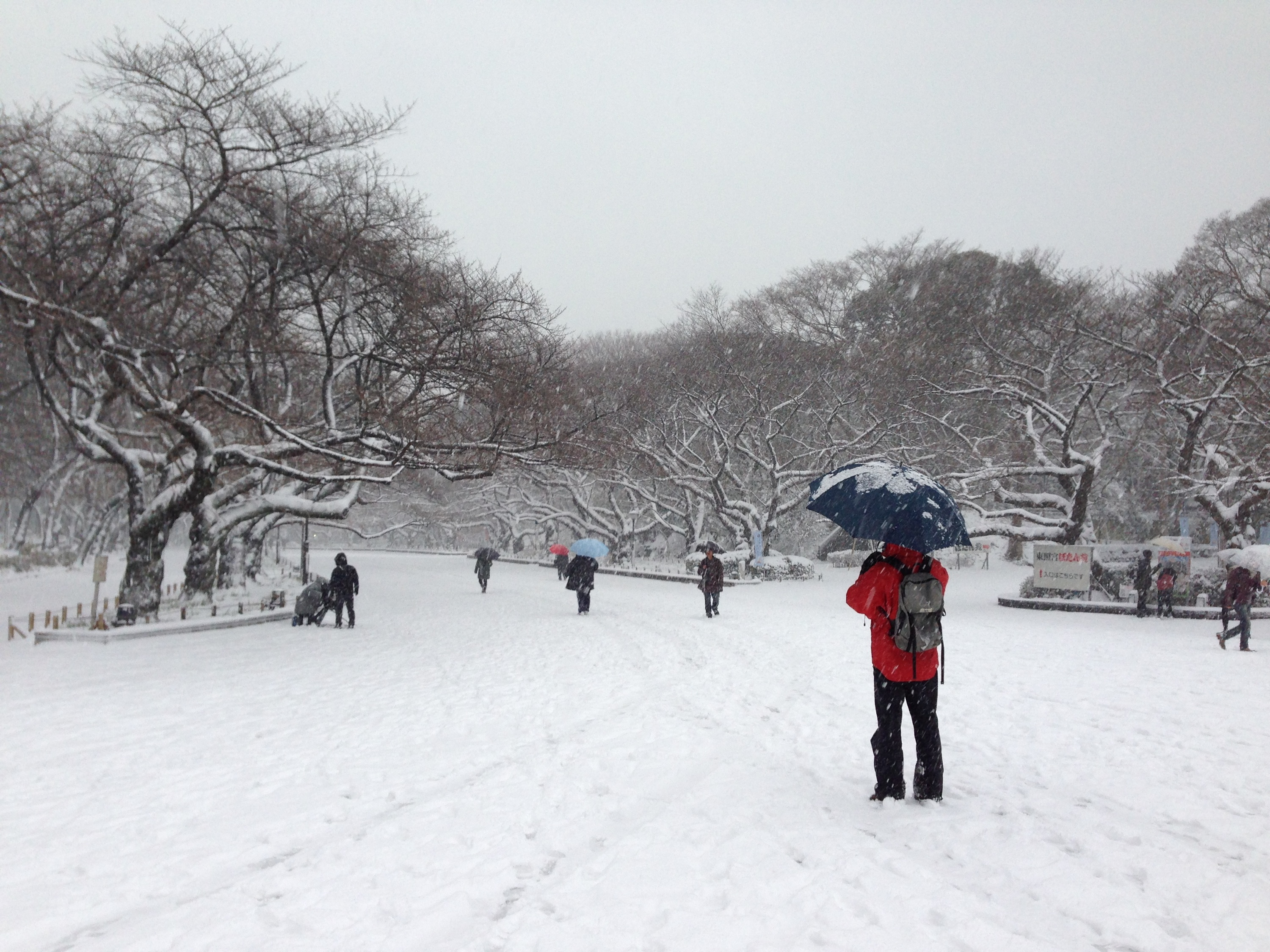
2014年2月8日16時頃（以下全てJST）の上野恩賜公園（東京都台東区）

前線を伴った低気圧が日本列島の南をゆっくり通過したため中国・四国地方から東北地方にかけて大雪となった。8日3時に四国沖で1002 hPaだった低気圧は9日3時には984 hPaに発達、東京都心でも20 cm以上の積雪が予測されたため気象庁は7日の夕方に記者会見を開くなど関東地方での大雪が警戒された。
7日は西日本を中心に大雪となり岡山市で20年ぶりに9cmを観測した。8日は東海地方で午前中、関東地方で夕方から夜にかけてまとまった雪が降り、千葉で1966年（昭和41年）の観測開始以来，歴代最深となる33 cmの積雪を記録する など、千葉県では北西部や房総丘陵などで積雪が40 - 60 cmに達した地点もあった。また、東京都千代田区大手町で観測史上8位となる最深積雪27cmを記録するなど東京都心でも1994年（平成6年）以来20年ぶりの積雪20 cm以上・45年ぶりの積雪25 cm以上を記録。8日の最高気温は平年より5 ℃以上低くなったところが多く、全国のアメダスのうち393地点では最高気温が0 ℃未満の「真冬日」となった。
翌9日には低気圧が北東に移動し、仙台市で1926年（大正15/昭和元年）の観測開始以来歴代3位となる最深積雪35 cmを記録するなど、関東と東北の太平洋側で記録的な大雪となった。
これらの大雪は上空の寒気が非常に強かったことから、南岸低気圧がもたらすものとしては比較的軽い乾雪となったところが多く、雪の重みによる被害は比較的少なく済んだ。この非常に強い寒気の影響で北海道では8日朝の冷え込みが強まり、道内の11地点で最低気温が-30 ℃以下になった（最低は幌加内町の-33.8 °Cで、平年比-18 ℃）ほか、札幌市でも-14.3 ℃で平年を7 ℃下回った。

### 2月11日の降雪
低気圧が小笠原付近を通過し、その北を弱い気圧の谷が通過したため関東地方に雪雲が広がり、千葉県や茨城県を中心に積雪を観測し東京都心でも一時的に雪が舞った。千葉市では前回の南岸低気圧により11 cmの雪が残っていたがその上に雪が降り積もり、一時的に最深積雪が21cmに達した。

### 2月14日から16日にかけての降雪

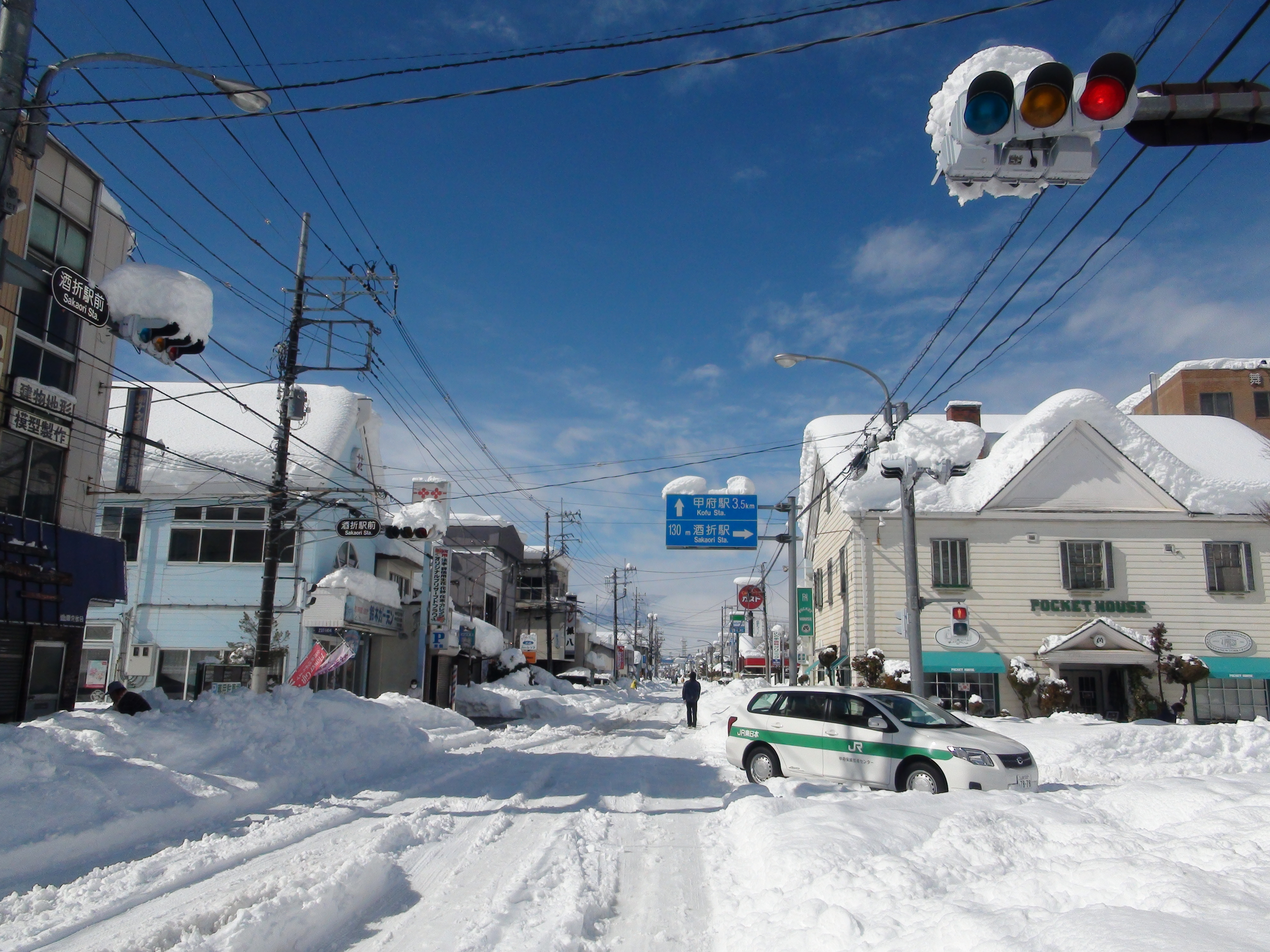
大雪に見舞われた山梨県甲府市の酒折駅前交差点。国道411号。交差点内でJR東日本の社用車がスタックしている（2014年2月15日11時30分頃撮影）

低気圧が日本の南岸を発達しながら通過し、近畿から東北にかけて大雪となり、特に関東内陸や甲信では記録的大雪となった。
13日、九州の南で低気圧が発生。九州は、雨中心の天候であったが、気温の低い夜に降水が発生したため、福岡県などでもみぞれを観測した。宮崎県北部や大分県の山沿いでは、気温が低かったため、大雪となった。
14日未明には中国・四国でも降雪が始まり、四国では14日午前中まで雪で、高松市や徳島市などでは積雪を観測し、山沿いでは30センチ前後の大雪となった。14日明け方からは、近畿から関東にかけて雪となり、近畿・東海では昼前を中心に、関東・甲信では15日未明を中心に大雪となった。
15日未明に関東・甲信越で雪のピークを迎えたが、低気圧が陸地に近づいたため、雪を降らせていた寒気と低気圧の暖気の影響で大気の状態が不安定となり、南岸低気圧としては珍しく、関東南部では雷が発生し、竜巻注意情報も発表された（ただし、竜巻は観測せず）。それを境に関東南部では雨に変わり、朝まで降り続いたが、関東内陸や甲信では寒気が残ったため、朝まで雪が続いた。東北では、昼過ぎにかけて雪となった。

#### 西日本
九州では山沿いを中心に雪となり、高千穂町は20 cm、五ケ瀬町などでは30 cmから40 cmの積雪を観測した。四国でも積雪となり、降水量も多かったため、2月8日より積雪したところもある。ほぼ全域で、大雪注意報が発表した。

#### 近畿・東海
南部の海沿いを除きほぼ全域で雪となった。市街地では比較的普段の南岸低気圧の積雪と変わらなかったが、紀伊半島を中心に活発な雲が流れたため約20年ぶりの大雪となり、内陸や山沿いでは20 cmから50 cm前後の積雪を記録し、これらの地域でも20 cm超えは珍しく、大雪警報が発表された。一部の南部を除き、昼過ぎにはいったん雪が止んだが、夜遅くに再び弱い雨や雪が降り、未明にかけて降り続き、奈良県など内陸方面では再び雪が積もり、大阪や京都などでも霙が降った。京都府では、南丹市で23 cmの積雪を記録し、南部の一部地域に16年ぶりに大雪警報が発表された。奈良県では、15 cm（降雪18・歴代4位）を観測し、1996年（平成8年）2月以来の大雪となった。五條市では24 cm、天川村では30 cmを観測し、奈良県では24年ぶりとなる大雪警報が発表された。夜遅くに再び雪が降り、11 cmまで減少していた積雪が14 cmに増加した。また、日中の気温もほぼ0 ℃で推移し、最高気温は雪が降る前の未明に観測された1 ℃であった。三重県南部では、津市で13 cm（戦後3位）を観測し、名張市で27 cm、伊勢市で25 cm前後の積雪となり、伊勢神宮が参拝停止になった。また、三重県南部で初の大雪警報が発表された。その他、京都・大阪で4 cm、和歌山市で6 cm、彦根市・名古屋市で7 cm、岐阜市で8 cm。また、同じ地域でも場所によって降雪量に大きな差も見られた。

#### 関東・甲信

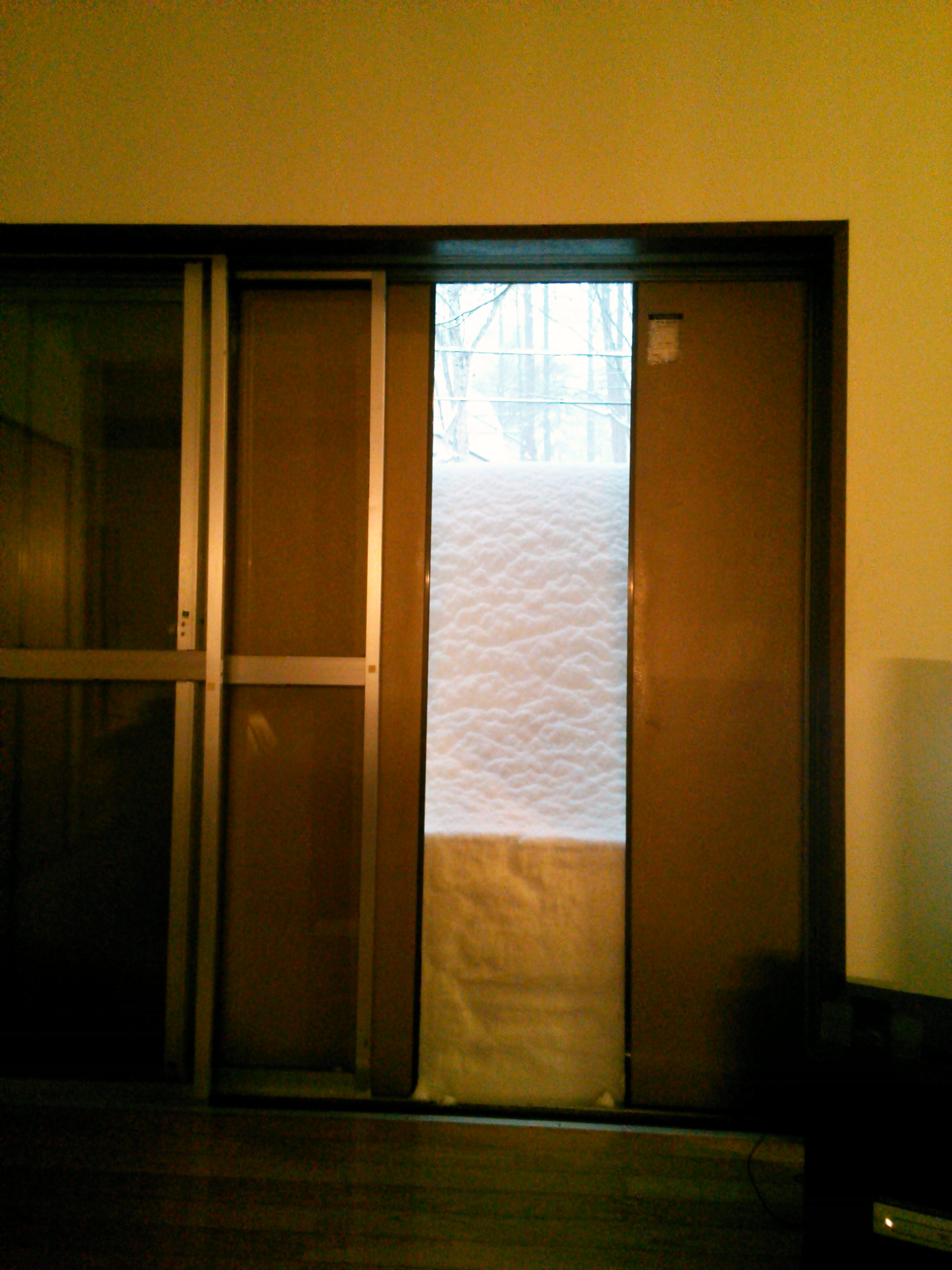
山梨県鳴沢村、1階屋内からの積雪の様子（2014年2月15日7時頃撮影）

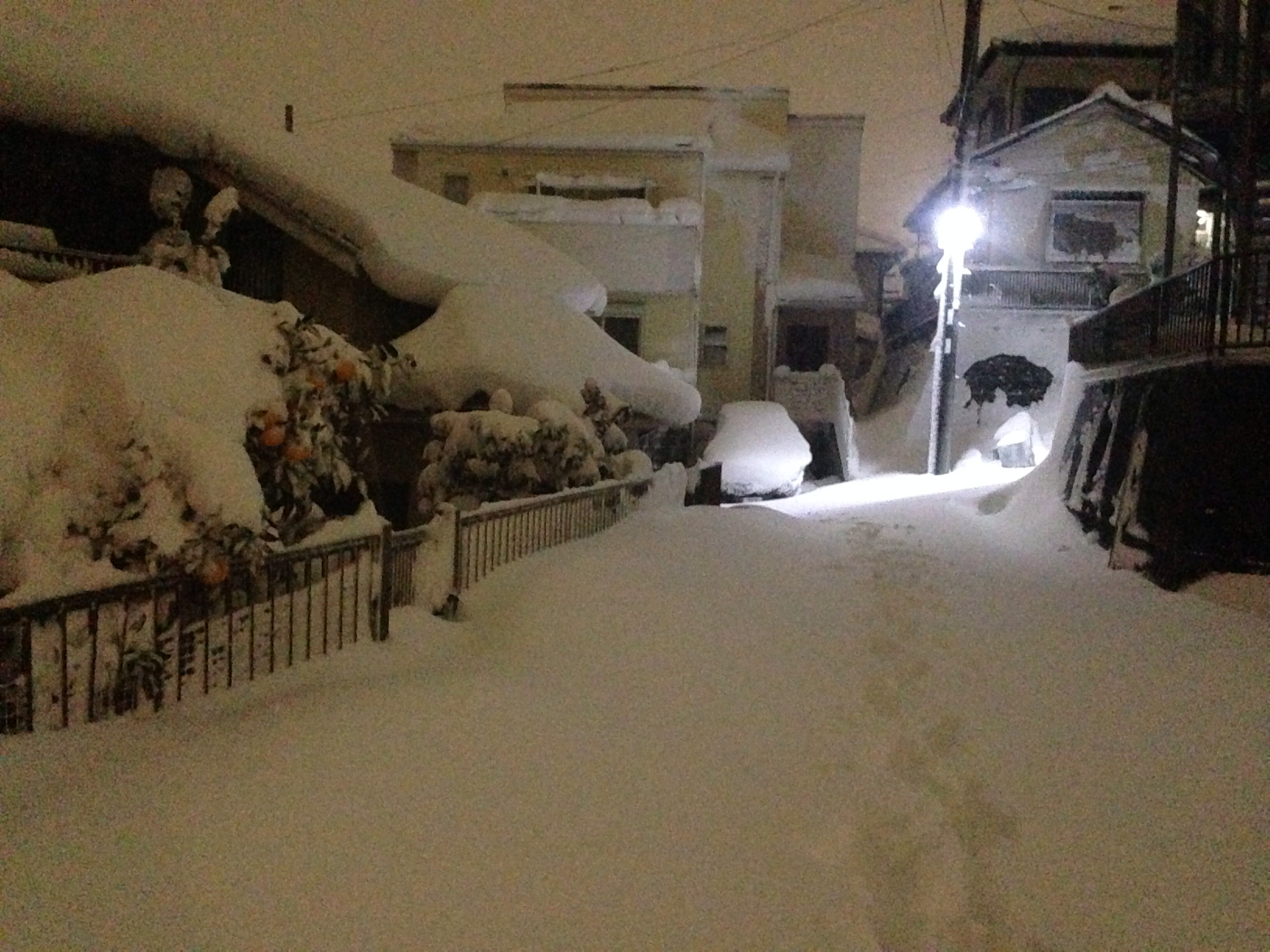
神奈川県横浜市旭区の様子。60 - 70 cmの積雪となった（2014年2月15日2時頃撮影）

2月14日夕方から2月15日朝にかけては、特に甲信地方の山梨県で記録的な大雪となり、甲府市（1894年観測開始）で114 cm、河口湖（1933年〈昭和8年〉観測開始）でも143 cmと、いずれもそれまでの過去最深積雪を大幅に塗り替える積雪を記録した他、関東地方でも秩父市（1926年観測開始）で98 cm、前橋市（1896年観測開始）で73 cm、熊谷市（1896年観測開始）で62cm、宇都宮市（1890年観測開始）で32cm と過去最深積雪を記録した。
東京都心でも、8日に続いて東京都千代田区大手町で最深積雪27 cmを記録。千代田区大手町から1キロメートル離れた北の丸公園試験観測場では、大手町を大きく上回る39 cmの積雪となった。
この大雪から2日経った2月17日には東シナ海上に再び低気圧が発生。低気圧を伴った前線が14日から16日の低気圧と同様のコースを進む予想だったため、17日の予測では関東地方で過去2回の積雪と同規模かそれを上回る大雪が予想されたが、低気圧は陸地から離れたため雪は観測されなかった。

## 原因
関東地方を襲った記録的大雪の原因としては、強い寒気が流入・滞留しやすくなったこと、低気圧が急速に発達しながら雪の降りやすいコースを進んだことが挙げられる。

### 寒気
2014年3月4日に開かれた気象庁の異常気象分析検討会において、北半球で偏西風が大きく蛇行したことにより異常気象がもたらされたという見解が示された。実際、日本付近では2月上旬から、欧米では12月から偏西風が南に蛇行し、関東地方だけでなく北米やヨーロッパでも寒気が流れ込みやすくなったことで大雪や大雨に見舞われた。一方、ロシア南部では偏西風が北に蛇行しており、暖気が流れ込みやすくなったためオリンピック開催中のソチでは2月としては記録的な高温に見舞われるなど、偏西風の蛇行が気象を大きく左右していた。

### 低気圧の発達
2月8日の大雪は、沖縄の南で発生した低気圧が発達しながら東北東方向に進み、雪が降りやすいとされる八丈島付近を通過したことや関東では寒気が十分だったこと、また4日前に降った雪で地面付近が冷えていた上に降雪が長時間に渡り量もそこそこ多く、関東・甲信では降り出すタイミングも気温の低い未明だったために積雪のしやすい状態となっていたことなどが原因となっている。
一方、翌週の15日は深まった気圧の谷に対応して低気圧が急速に発達し、かつ切離低気圧が発生したこととブロッキングによって、九州南東沖までは東北東進していたものが北東進となった上にスピードが遅くなり、関東・甲信で低気圧本体の強い降水域が長時間かかりやすくなった。また、同地域では14日に降り出したタイミングが8日と同様に気温の低い明け方であり、場所によっては8日の雪もまだ残っていた。
元々関東では、寒気や低気圧のコースが時間の経過とともに不十分になるパターン（特にコースは当初の予測では静岡付近に上陸するような予想、暖気が入りやすい）だったため、気象庁はそれを見越して降り出しは雪でも早めの時間帯（降水が強くなる時間帯）で雨に変わるという予報を出し、実際に沿岸では予報より若干遅れたものの早めに雨へと変わったが、予想より低気圧が200kmも東の房総半島の南付近を通過したこと（北海道付近にある高気圧の張り出しが予想より強かった・黒潮の蛇行で予想よりも南にずれたことが原因と考えられる）、さらに発達していたことで寒気を引き釣り下ろす力が予想よりも強かったこと、（それに付随する形で）内陸では地上付近の寒気の滞留が長く続いたことなどにより、強い降水域がかかる時間でも雪のまま推移し記録的な大雪となった。

## 被害・影響
関東・甲信を中心に東北などで被害が多発し、西日本でも被害が出た。

### 死傷者

#### 2月11日以前
- 2月8日 - 路面凍結による交通事故などで、11都県で13人が死亡。負傷者は29都府県で1498人に上った[19]。
- 2月10日 - 福島県南相馬市で東日本大震災に対する復興支援に協力していた島根県民の老人が、観賞用の花を育てていたビニールハウスが雪の重みで倒壊したため死亡[20]。

#### 2月14日以降
内閣府非常災害対策本部が3月6日に発表した「2月14日から16日の大雪等の被害状況等について（第26報）」 によると、死者は9県で26名、重傷者は15都道県で118名、軽傷者は21都道県で583名となっている。
群馬県
倒壊した建物の下敷きになったり、車中に避難したところ一酸化炭素中毒により死亡したほか、27日には沼田市にて除雪中に小型重機の下敷きになって死亡するなどして、都道府県別では最大となる8名が死亡した。
山梨県
富士河口湖町内のコンビニエンスストアに勤務する笛吹市の50代女性店員が、帰宅中に自動車が立ち往生し、徒歩で自宅に向かったところ、同町内で力尽きて凍死した。
他にも北杜市で、車中に閉じ込められた男性が凍死するなど あわせて5人が死亡した。
長野県
長野市で除雪をしていた男性が、過度の身体的負担により死亡したのを始め、下敷きになるなど4名が死亡している。
そのほか、埼玉県では落雪の下敷きにより3名が死亡。今回の被災地域である関東・甲信以外でも、岩手県・秋田県・静岡県・岐阜県・宮崎県で死者が発生している。

### 交通
空の便は欠航が相次ぎ、新幹線・在来線やバスの運転見合わせや、運休・大幅な遅れ、高速道路や首都高速道路の通行止めが発生した。各JR・私鉄では、この豪雪の大幅なダイヤ乱れに伴い、払い戻し手数料無料の措置を執り行った。

#### 2月11日以前
千葉県
- 2月9日の大雪により成田国際空港では、混乱の中で搭乗手続きの締め切りアナウンスができなかったことから、多数の乗客を置き去りにしたまま、複数の国際便が出発するトラブルがあり、国内線はおろか、国際線の欠航も多発した。また、成田空港からの交通は大雪の影響で、鉄道や道路が全て不通となり、2日間もの間、完全に陸の孤島と化した。

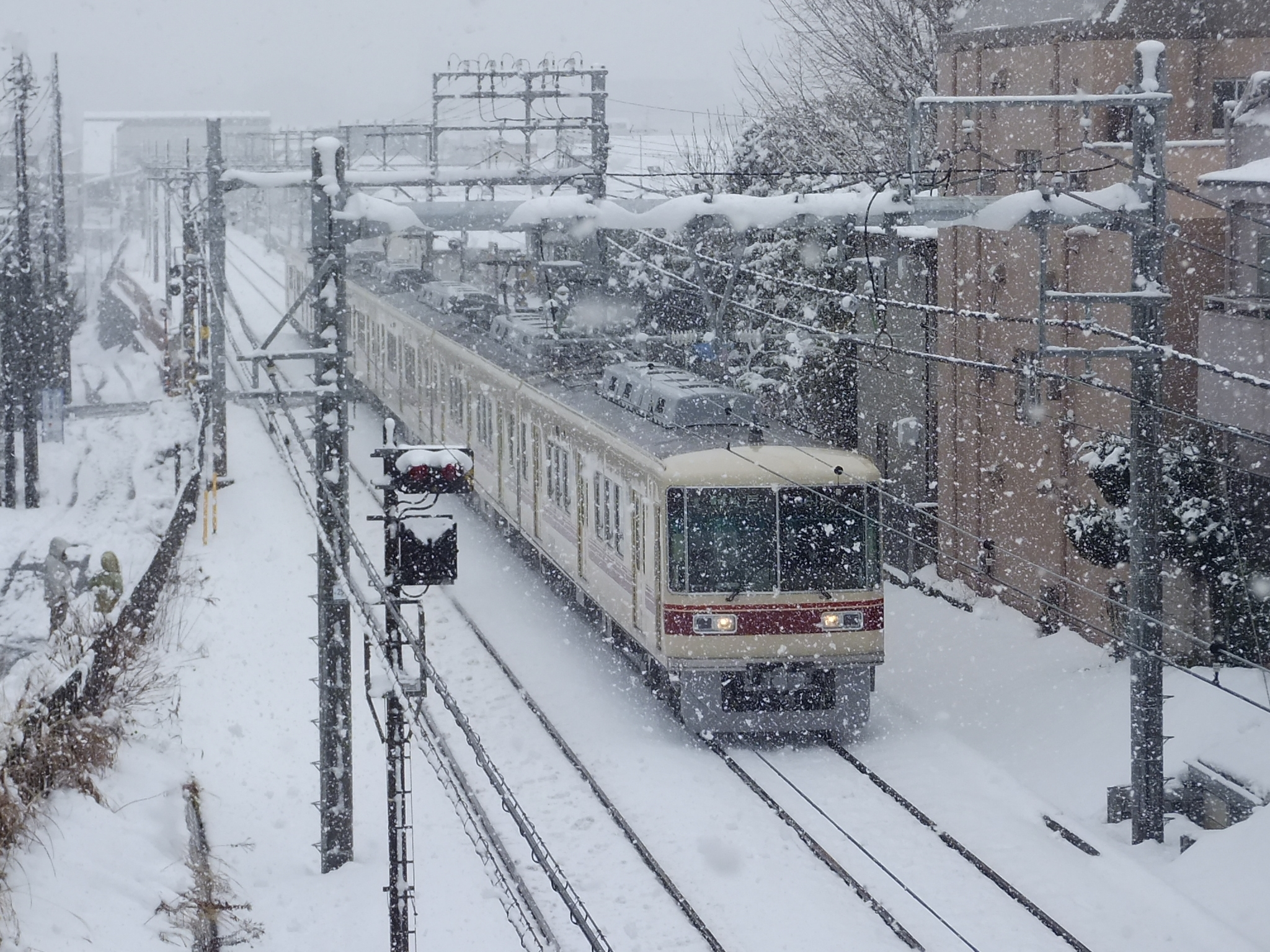
千葉市の京成千葉線みどり台駅〜西登戸駅間（2014年2月11日撮影）
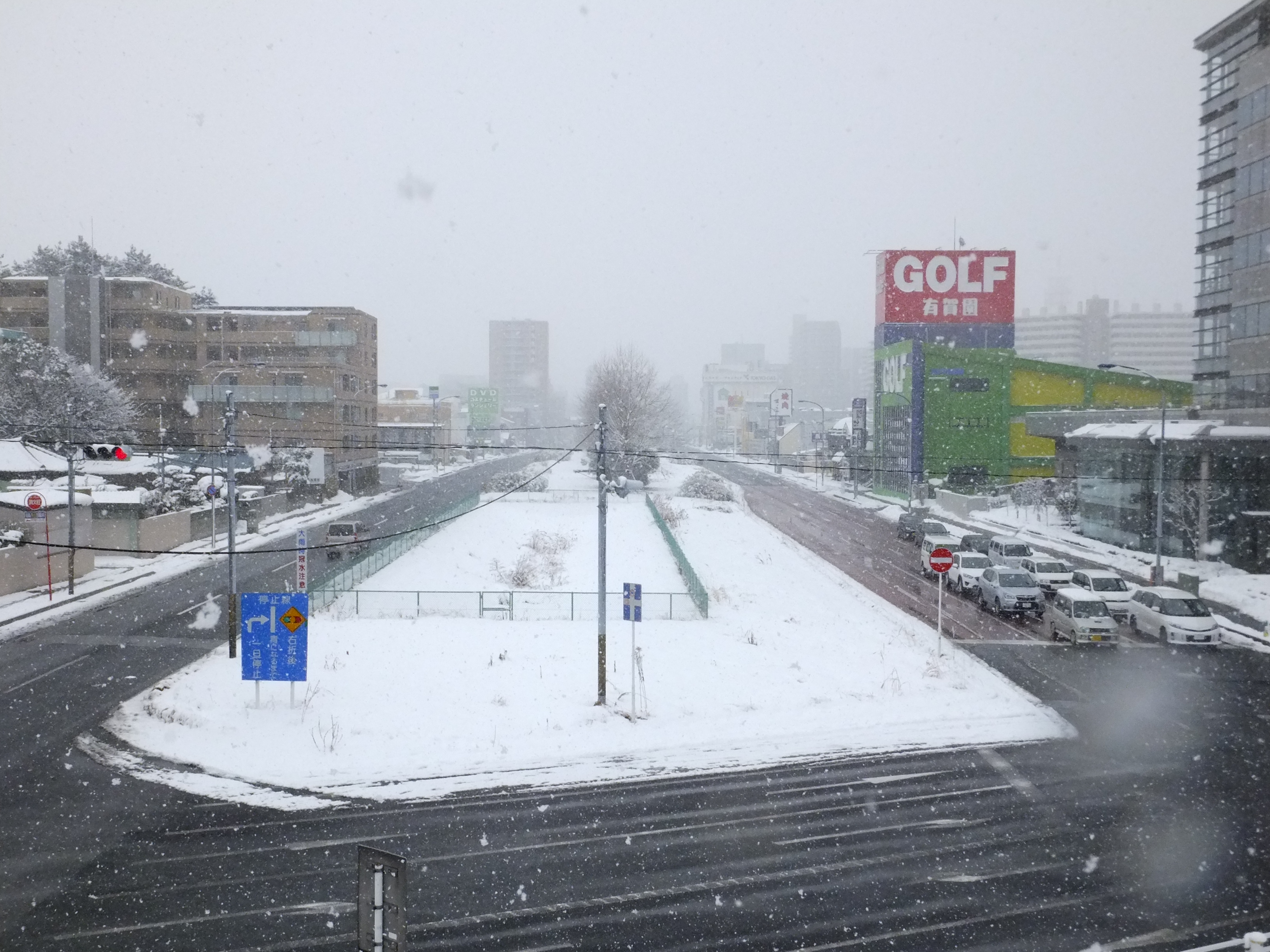
千葉市中央区の国道14号（2014年2月11日撮影）
千葉県成田市の京成成田駅（2014年2月8日撮影）
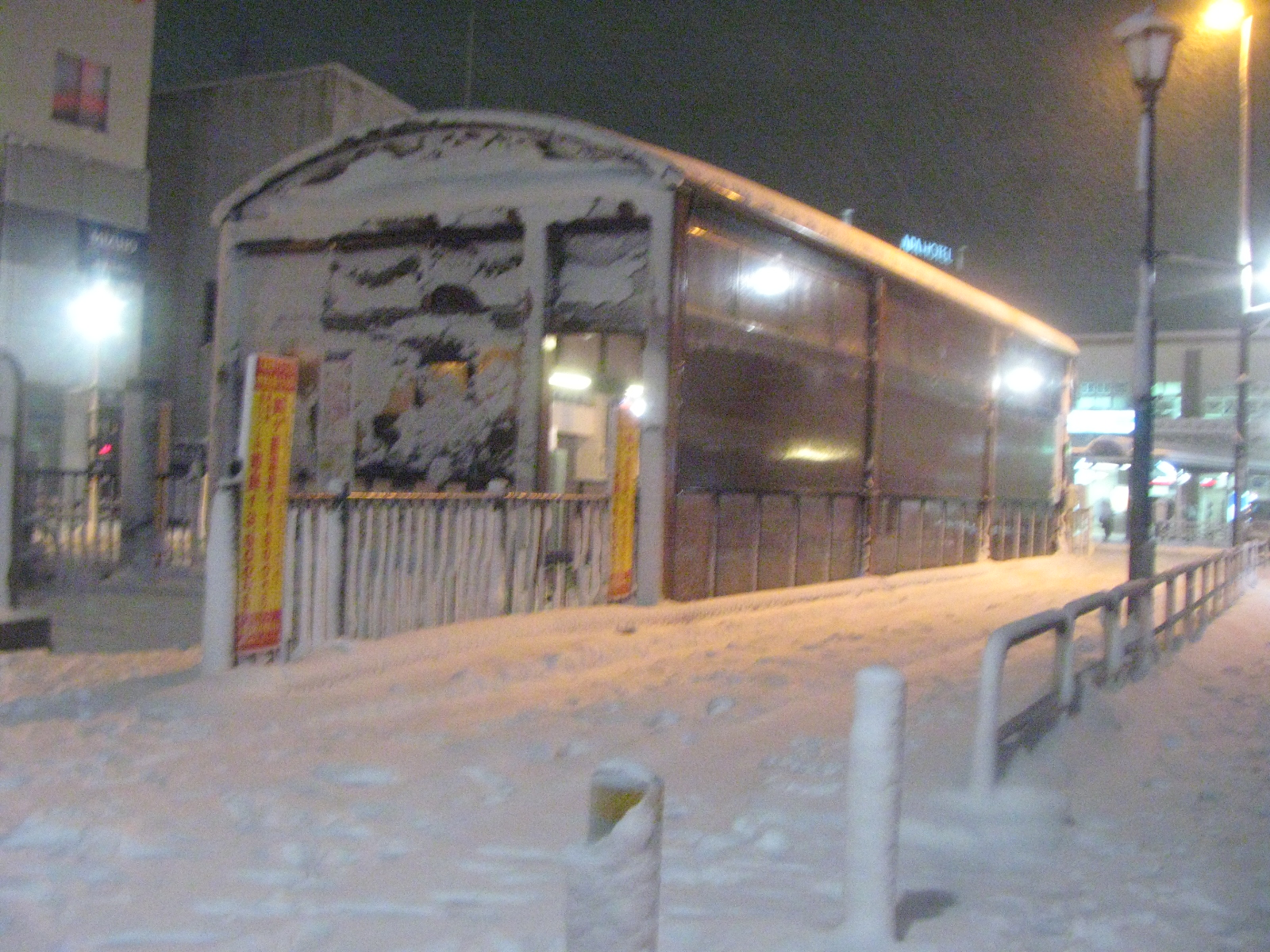
同じく京成成田駅（2014年2月8日撮影）

#### 2月14日以降
山梨県・長野県
- 山梨県ではJR中央本線の高尾駅以西が14日以降運休、同駅から小淵沢駅間で特急あずさ等を含めた14本の列車が雪で足止めされ、車内に1800人が取り残された。身延線の西富士宮駅以北と小海線、富士急行線も運休、中央自動車道と中部横断自動車道をはじめ主要国道もほぼ全線で通行止めとなり、山梨県のほぼ全域が一時的に孤立状態となった。この状態は雪が止んだ後の16日になっても続いたが、17日午後に国道138号線の山中湖〜須走間が全線片側交互通行で通行出来るようになり県外との交通が確保されたのをはじめ、中央自動車道は17日23時に富士吉田線を除き全線開通、中央本線も18日16時頃に小淵沢駅以東で本数を制限しての運行を再開。19日には19時に富士急行線が全線で運転を再開したのをはじめ、中央線の特急列車や中央高速バスも順次運転を再開している。身延線も順次不通区間が解消されているが、長期化する可能性があったことから20日に山梨交通に委託する形で無料代行バスを運行した。翌21日に身延線および小海線も全線開通し、県内の鉄道機関はすべて復旧している。
- 16日に小淵沢駅構内で除雪として使用していたJR貨物EH200形電気機関車が脱線する事故が発生した。なお、これが判明したのが開通後の19日であるが、東日本旅客鉄道では「運行に影響するものではなかったので発表しなかった」としている。
- 14日の18時11分に出発した長野発名古屋行きのワイドビューしなの24号は大雪のため途中の藪原駅で停止したまま動けなくなり、乗客200人が車内で2泊する事態となった。その後は除雪が進んだことにより16日の1時に動き出し、4時には名古屋駅に到着し在来線の臨時列車が名古屋駅から運行された。

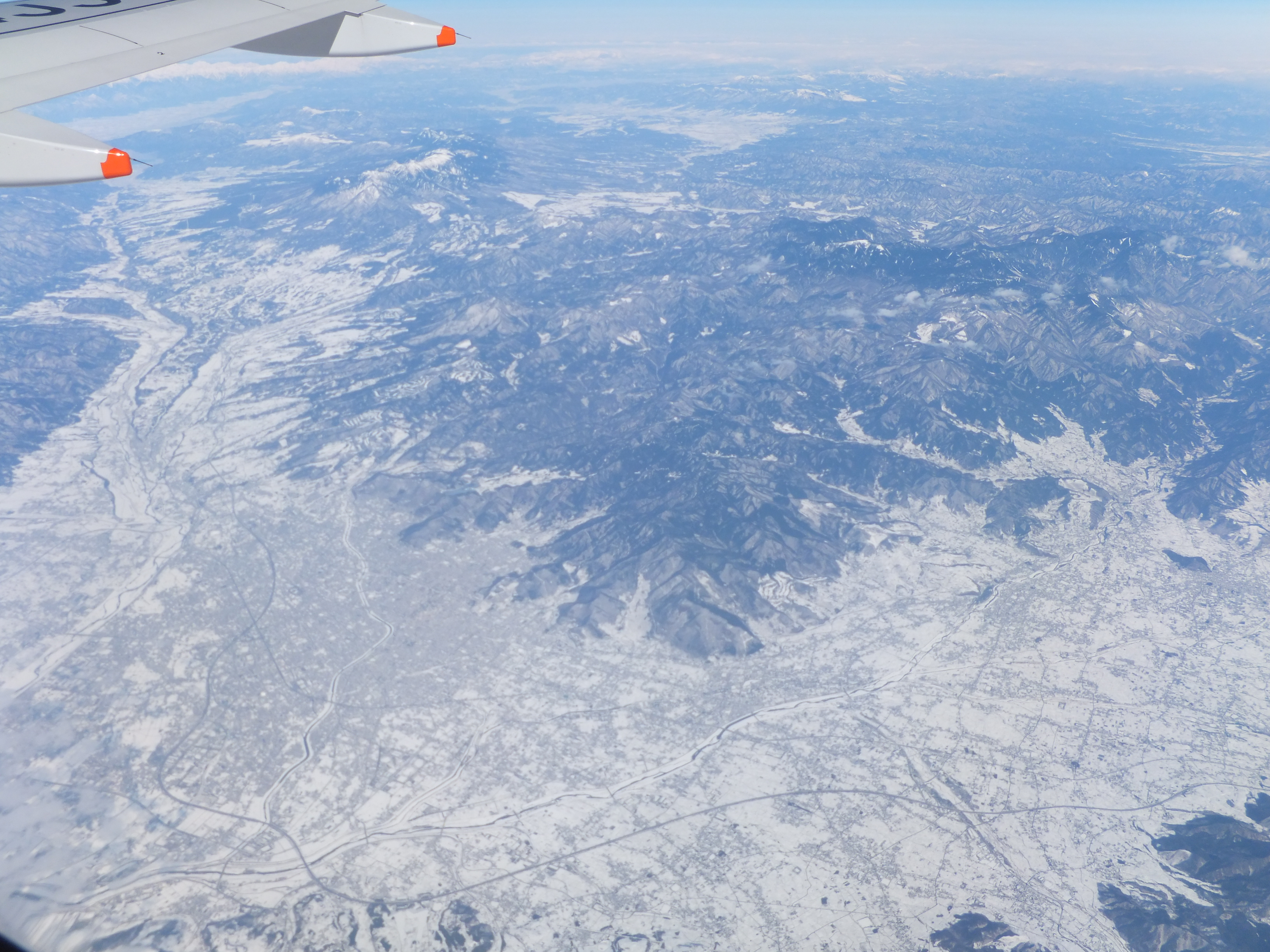
記録的積雪を記録した山梨県甲府市街地（2014年2月22日撮影）
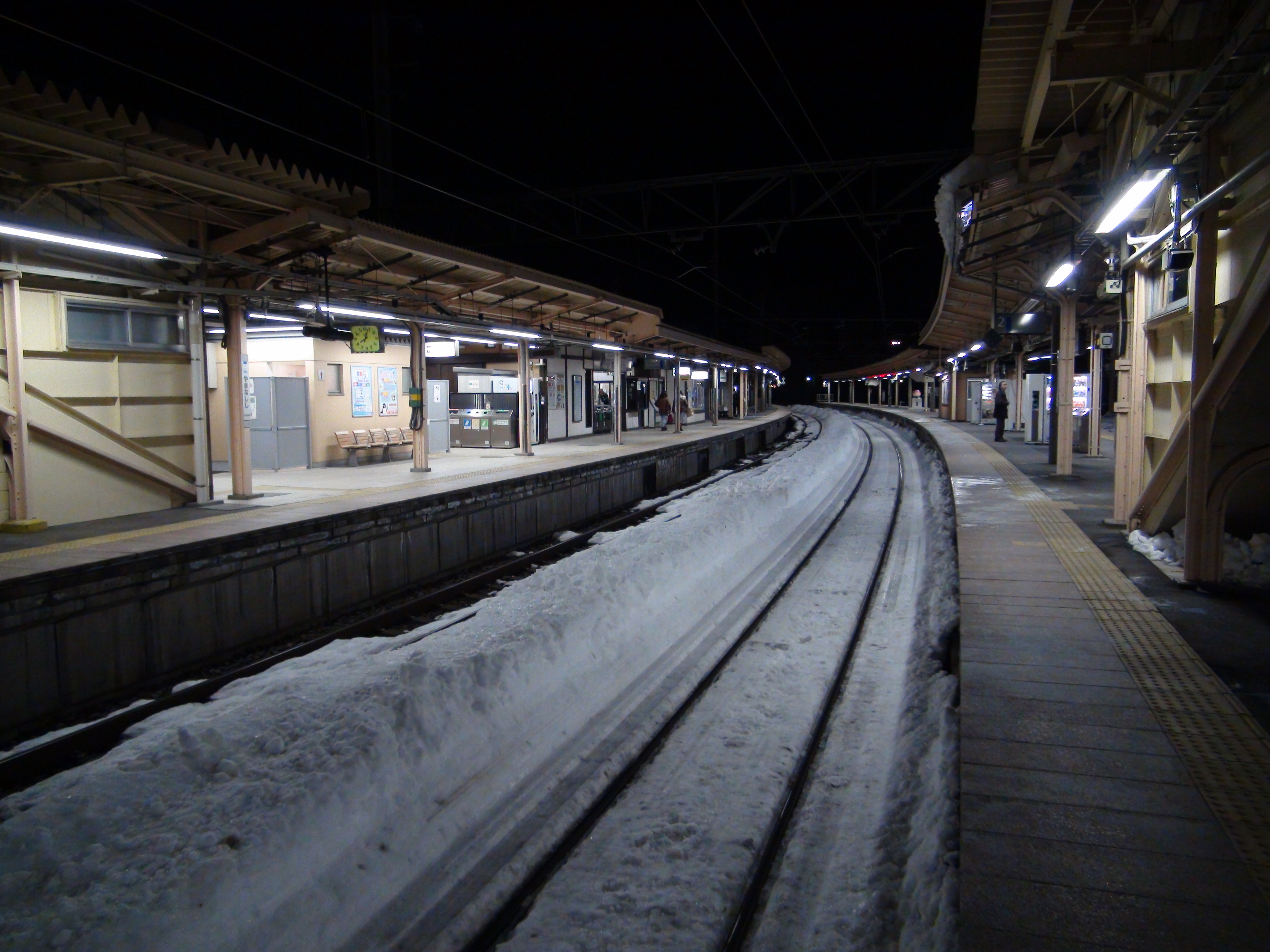
積雪から1週間後の中央本線山梨市駅ホーム。運転再開後も線路上に多くの雪が残る（2014年2月22日20時頃撮影）
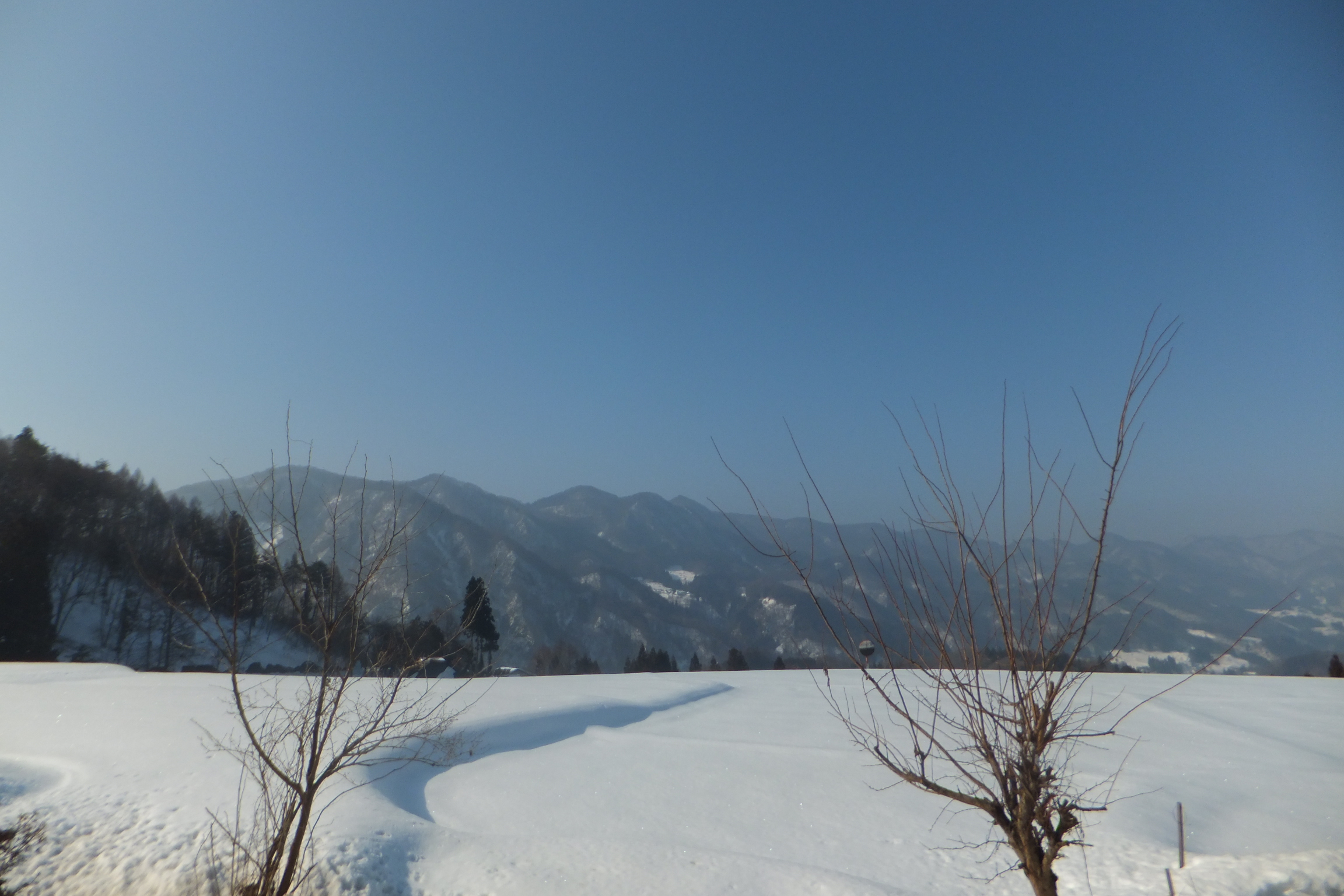
長野市芋井地区における積雪（同市入山、2014年2月25日撮影）
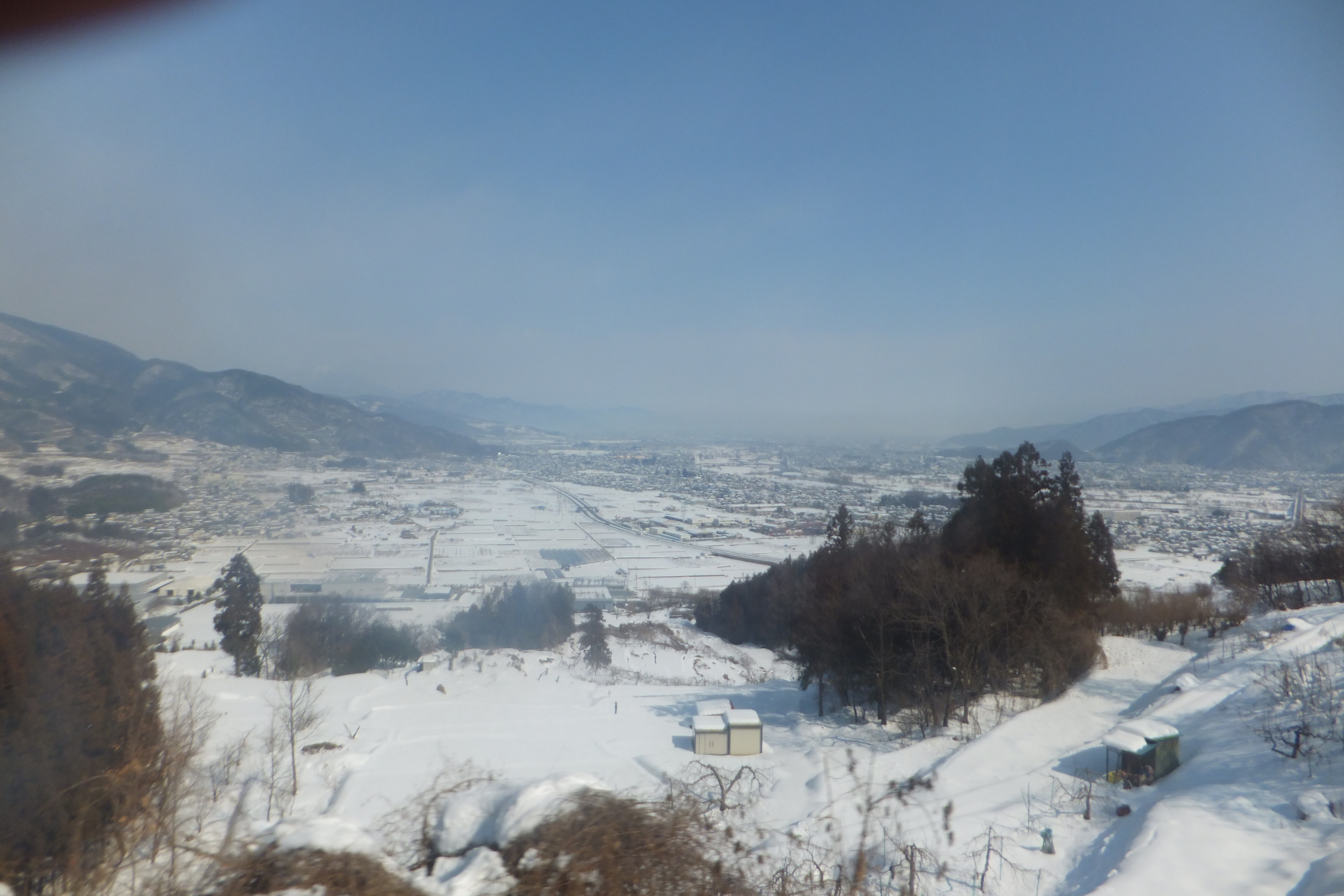
長野県千曲市街地における積雪（2014年2月25日撮影）
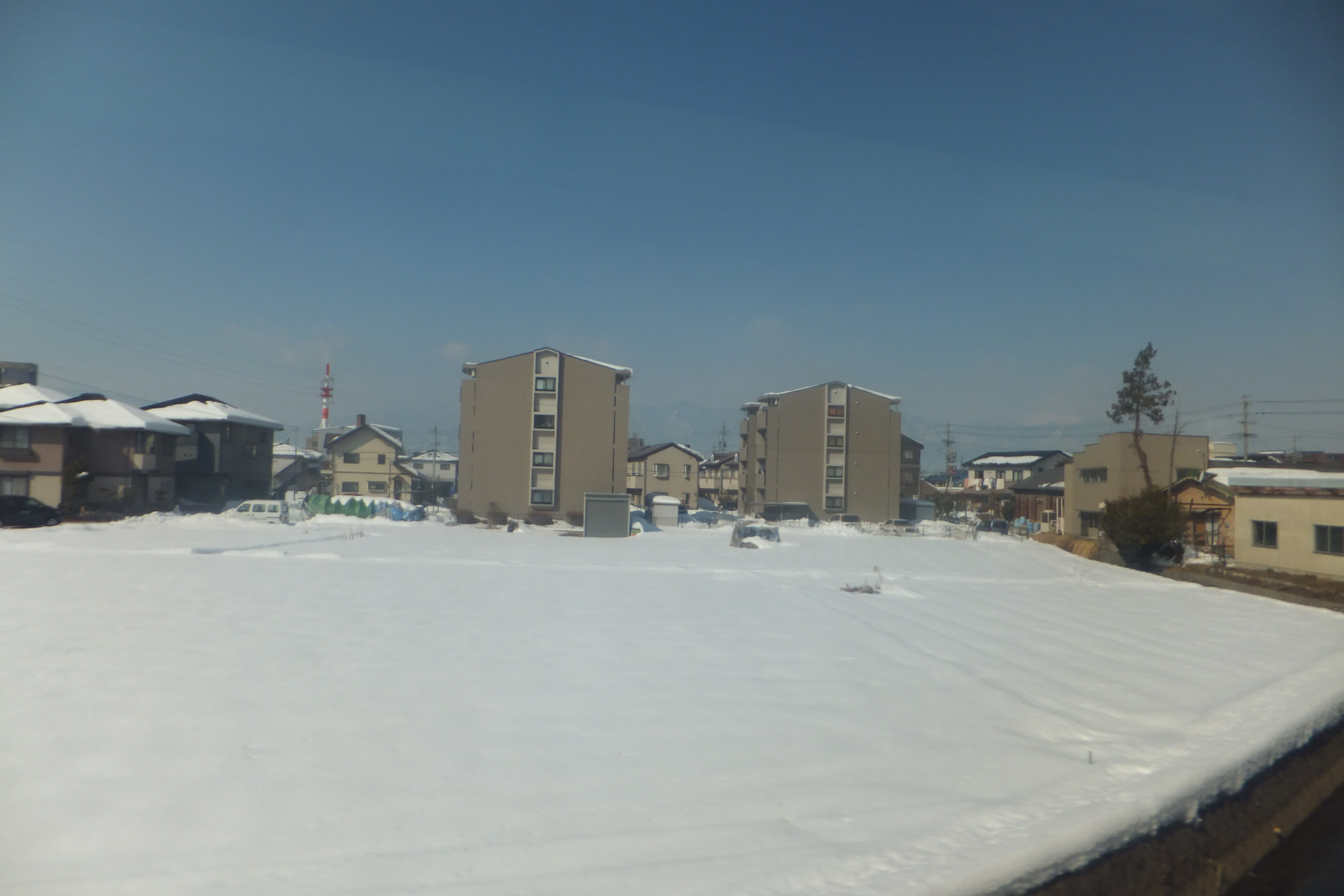
長野県松本市の住宅地における積雪（2014年2月25日撮影）
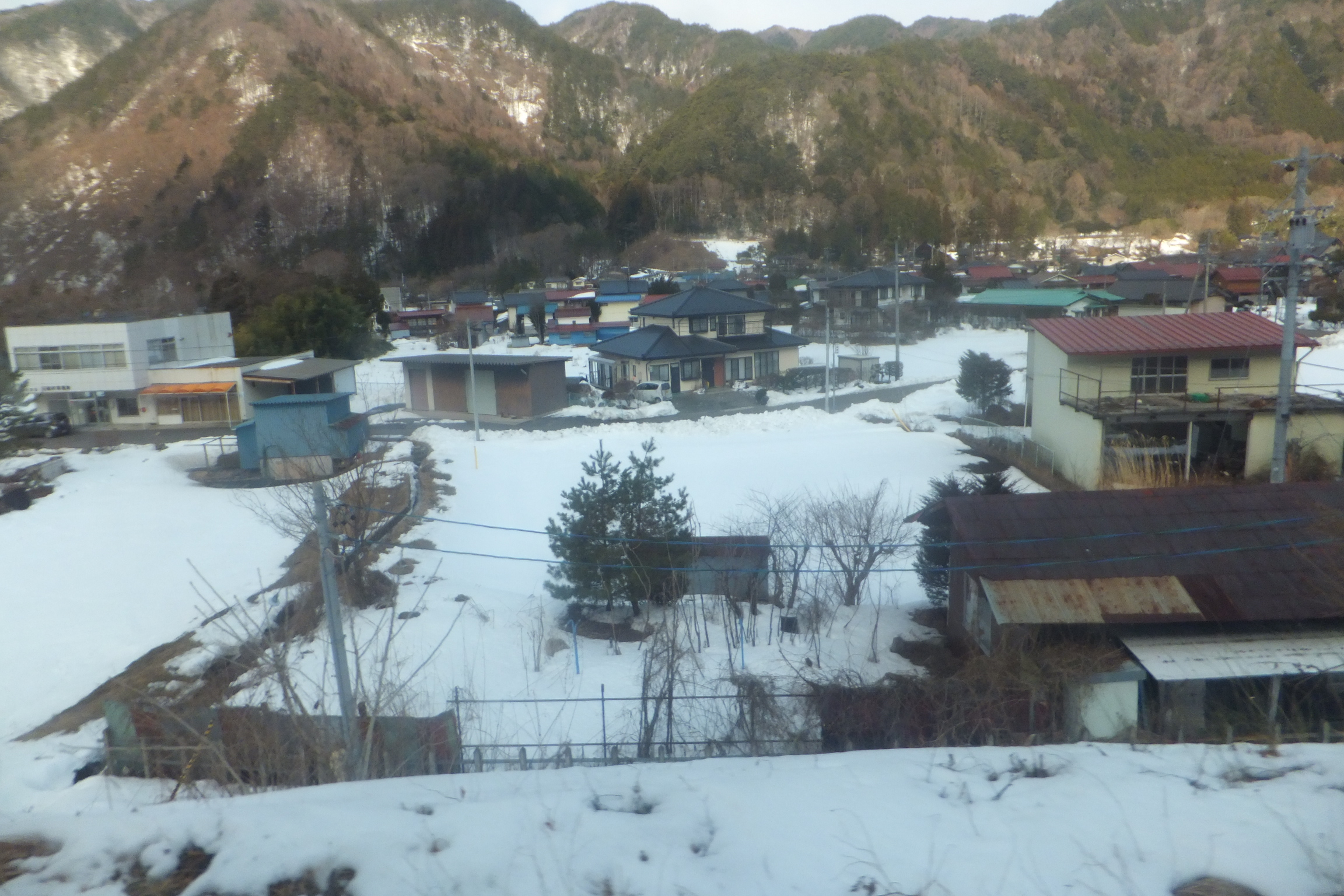
長野県木曽郡木曽町日義地区の住宅地における積雪（2014年2月25日撮影）

埼玉県・群馬県
- JR高崎線は14日の夜間に始発上野駅からの下り線の運転を見合わせ、3時間後に再開したものの、1時間後の同日深夜に再び電車が途中駅で足止めとなり、東京からの帰宅者を中心とする6000人の乗客が暖房の停止した車内で一泊した。上尾市やさいたま市の各駅を含む鴻巣駅までの区間は15日の夜間に復旧したが、熊谷市などの埼玉県北部や前橋市などの群馬県の各駅と連絡する電車は終日運休となり、2夜にわたり普通列車での交通が途絶した。籠原駅までの区間は16日の日中、前橋駅までの区間は16日の夜間に大幅に本数を減らした上で運行再開した。
- 埼玉県北部と秩父地方を結ぶ秩父鉄道は15日から17日にかけて終日運休（ごく一部は17日のうちに復旧）。羽生駅、寄居駅を含む県北部や秩父駅、長瀞駅を含む秩父地方東部の区間については18日までに運行を再開したが、御花畑駅以西の秩父市の各駅は18日現在運行再開の見通しが立ってない。また西武秩父線も同期間にほぼ全ての区間で運転を見合わせた。車道では国道140号、国道299号、埼玉県道73号秩父上名栗線などの主要道路が15日から18日現在まで軒並み通行止めとなり、1400世帯が数日間以上にわたって孤立した。

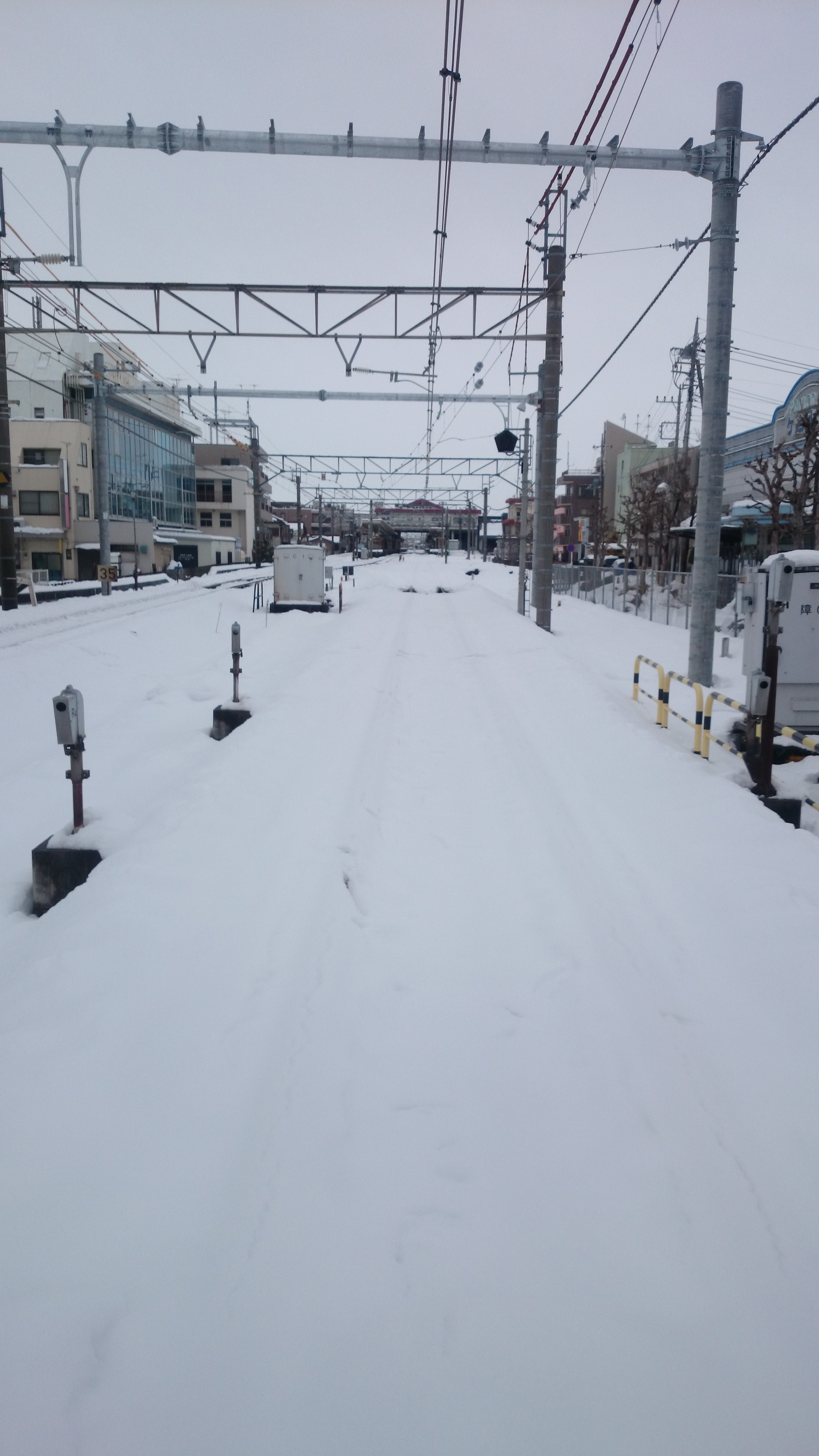
運転再開前のJR高崎線。踏切から北本駅周辺の積雪（埼玉県北本市、2014年2月15日撮影）
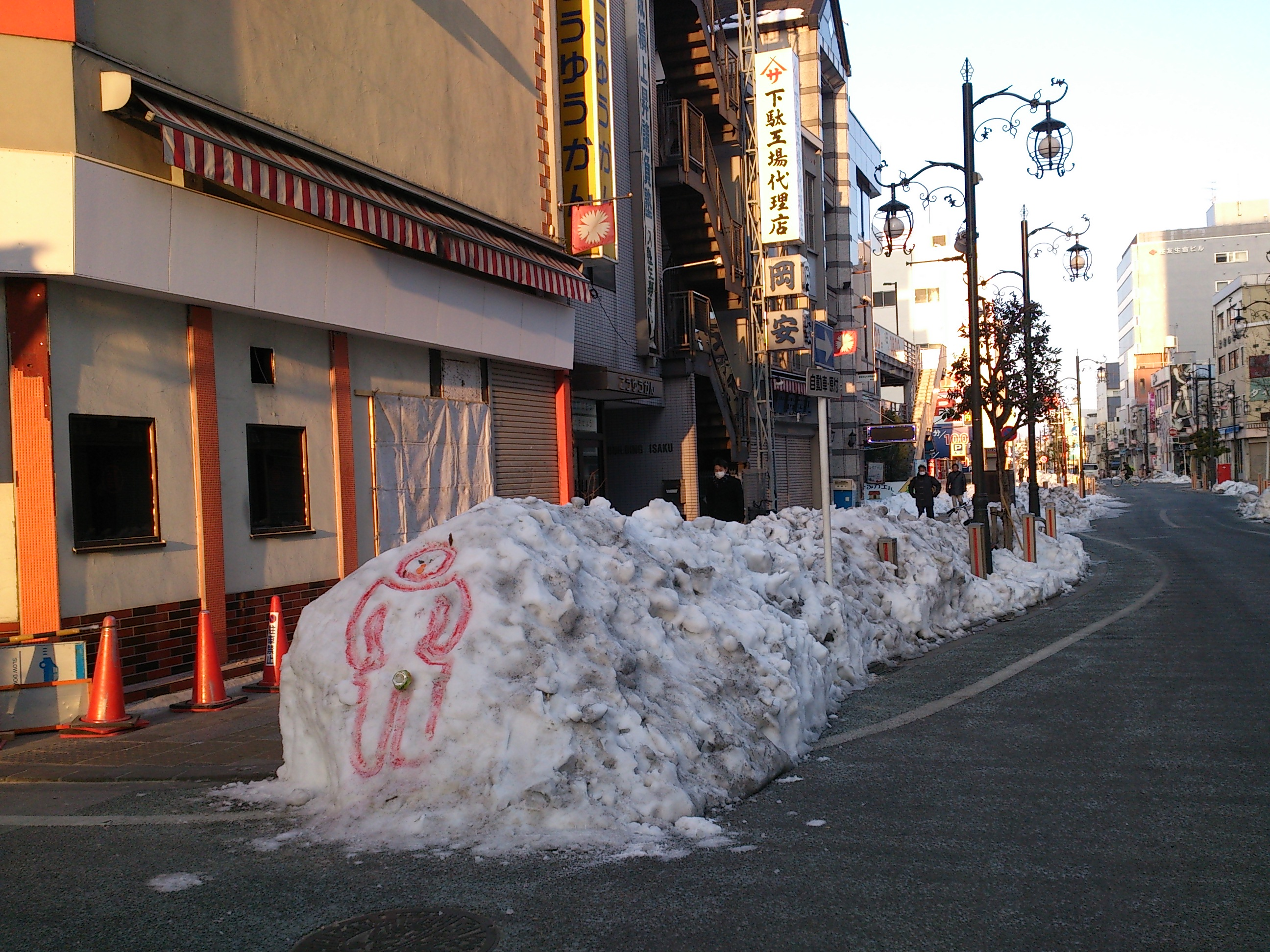
積雪から1週間後の埼玉県熊谷市（2014年2月21日撮影）

- 群馬県ではJR上越線（高崎 - 水上間・水上 - 越後中里(新潟県)間）、JR両毛線、JR吾妻線、上毛電気鉄道上毛線など県内のほとんどの鉄道が15日と16日に全線で終日運休、17日にも大半の電車が運休した。また県内の高速道路もこの期間にほぼ全てが通行止めとなった。多くの国道その他の道路も通行ができなくなったため、通行可能な僅かな車道に自動車が集中し、大規模な渋滞を招いた。藤岡市の一部や南牧村では交通路が遮断され、これらの地域に住む2000世帯近くが18日現在まで4日間以上にわたって孤立した。
  - 埼玉県では14日早朝から16日朝にかけて北部や秩父地方以外の地域も含めて1100件を超える雪の影響による交通事故が発生し、75人が負傷した。群馬県では14日午後から15日朝までの間に360件以上の交通事故が発生し、67人が負傷した。
  - 月曜日となる17日には埼玉県と群馬県の多くの小中学校が、児童・生徒の通学路の安全が確保できないとして臨時休校の措置をとった。

神奈川県
- 箱根町で2月8日の積雪がまだ残っていて路線バスなどが完全に平常運行には戻らない中で2月14日〜15日の降積雪があったため、鉄道・ケーブルカー・索道・船舶は順次運転再開しているものの2月20日現在鉄道とケーブルカー以外はまだ運休が多い。バスは、大型車通行止めなどもあり伊豆箱根バス・箱根登山バスともに2月19日現在も箱根全山で運転を見合わせている（伊豆箱根バス熱海箱根線の十国峠折り返し、箱根登山バス小田原駅〜板橋の折り返しなどはやっている。沼津登山東海バス元箱根線は山中バス停折り返し、小田急箱根高速バスは御殿場折り返し。いずれも2月20日現在。なお、箱根登山バスT路線が2月20日15時10分より宮城野支所折り返しで30分に1本の雪ダイヤで運転再開）。また、関東・甲信地方の山間部を走るバスは、2月20日現在も山間部路線で運休や区間短縮運行があったが、いずれも運行を再開した（西武バス・西武観光バス・西武高原バス、富士急山梨バス・富士急静岡バス、京王バス、国際興業バス、神奈川中央交通、西東京バス、都営バスなど）。
- 厚木海軍飛行場では日本飛行機のハンガーで定期修理中だった海上自衛隊所属のP-3Cなど6機が雪に耐えられず陥没した屋根により破損。この事故により約70億円の損害となった。2018年時点で海上自衛隊所属機としては最大の事故損耗となった。また同施設で修理中だったアメリカ海軍機も破損した。
- 東急東横線では、15日未明に元住吉駅で停車中の普通列車に後続の普通列車が衝突し、乗客72人が負傷する鉄道事故があった。

その他地域
- 東名高速上り線の渋滞は15日午後、静岡県内で最大約50キロとなり、約19時間立ち往生した車もあった。福島県国見町から宮城県白石市の国道4号越河峠では車約100台が立ち往生、福島県が陸上自衛隊に災害派遣を要請した。また福島市から二本松市にかけての福島南バイパス、矢吹町、西郷村から栃木県那須町にかけてと、東北自動車道が通行止めになったことにより平行する国道4号は広範囲に渡り断続的に長時間の立ち往生が発生した。仙台市では国道48号の少なくとも3か所で雪崩が発生。約80台が取り残された。水戸市の偕楽園近くでは大雨によって常磐線や近くの県道が一時冠水した。

### ライフライン

#### 2月14日以降
全体
- 2月15日に東北や関東などの広い範囲で停電がおき、関東では栃木県を中心にピーク時で10万軒近くが停電した。雪が止んだ後の16日深夜現在、7都県11市町村で、少なくとも3200世帯6900人が孤立状態となった。

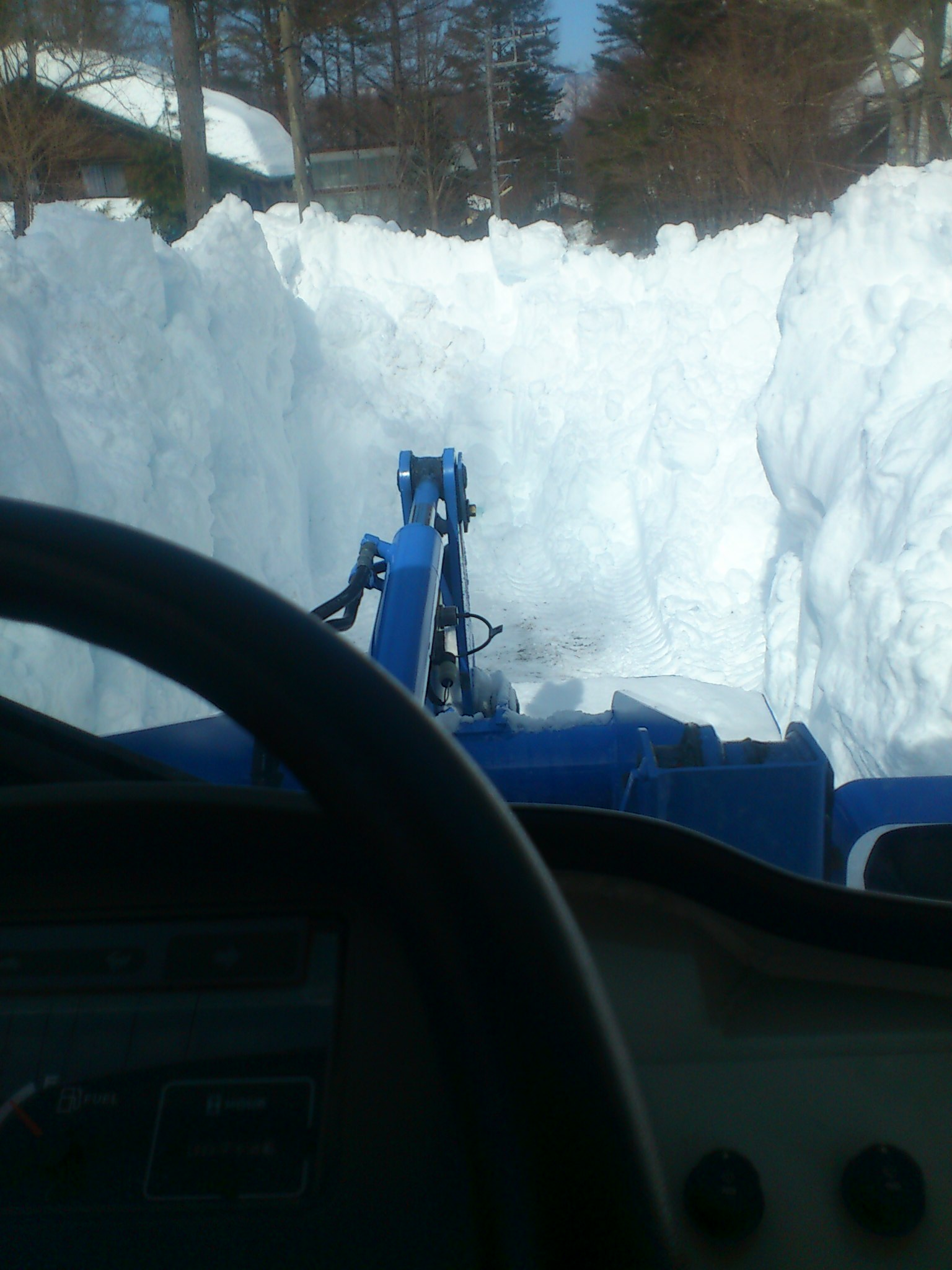
山梨県鳴沢村 除雪中の道路の様子、道路上に約170cmの積雪がある（2014年2月17日撮影）

山梨県

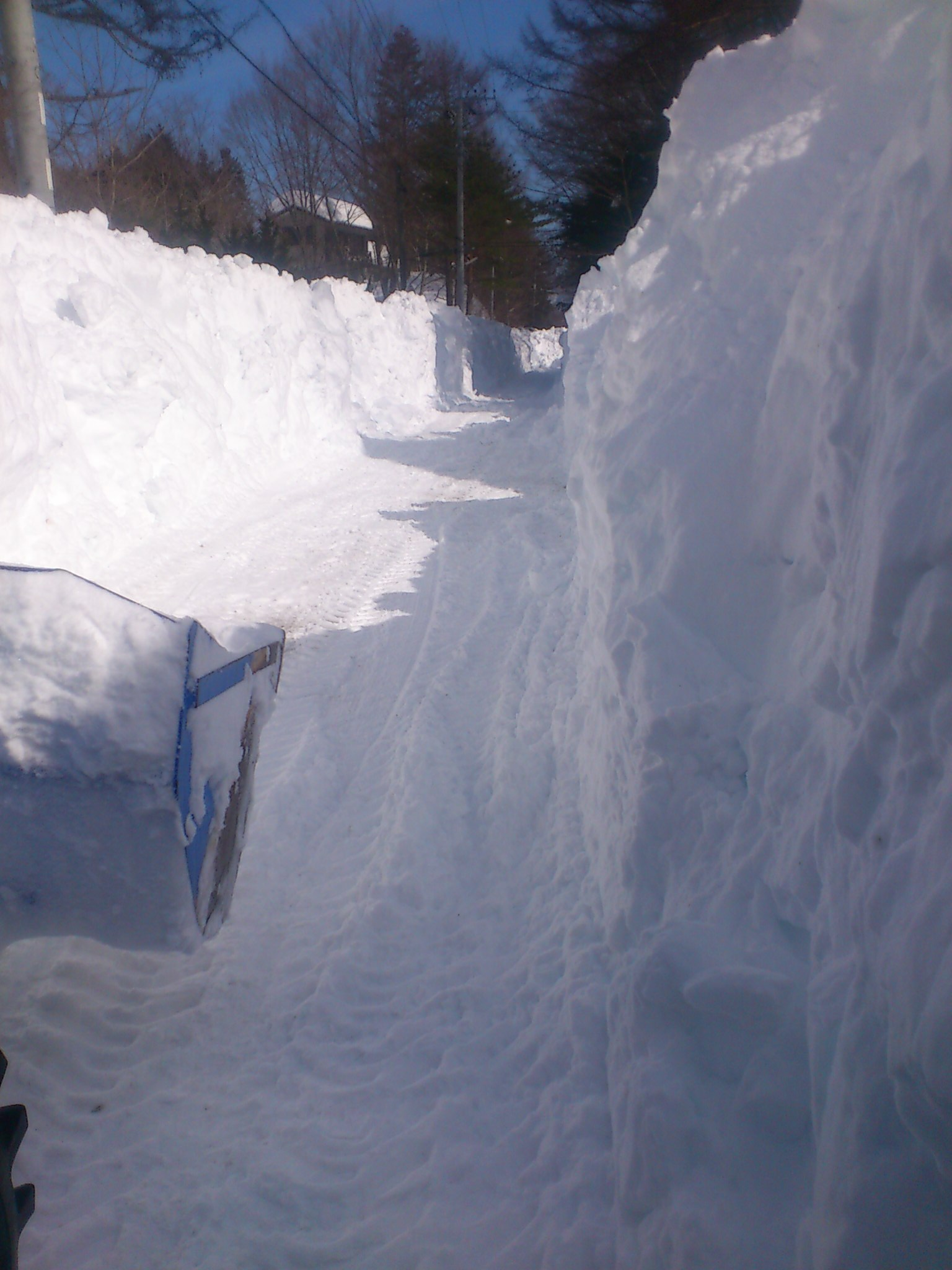
山梨県鳴沢村 除雪後の道路の様子、周辺では2月20日まで一部家屋の孤立が続いた（2014年2月17日撮影）

- 上述の全面通行止めにより物流が止まった山梨県内では食料や燃料などが不足し、道路が開通するまで県内のスーパーやコンビニでは、休業や閉店繰上げなどが相次いだ ほか、ガソリンスタンドでは灯油が底をつき、ガソリンなどを給油制限する店も相次いでいた。
- 富士河口湖町の精進湖湖畔にある精進レークホテルでは、電気・ガス・水道などライフラインが全てストップし、宿泊客であった慶應義塾大学の大学生82名や従業員が孤立する事態となった。天候が回復してから、救出されている。
- 早川町では、唯一の交通ルートである山梨県道37号線が通行止めとなり、全町民が孤立し、また同町の雨畑地区では、19日昼頃まで5日間にわたり停電した。自衛隊などによる除雪・救出作業が行われたが、孤立状態は18日まで続き、2月19日になって、ようやく片側のみ通行が可能となって、早川町の孤立は解消された。
- 休日明けの17日、県内の公立学校は最南端の南部町を除く全地域で休校の措置をとった。19日に甲斐市や南アルプス市などで、20日には甲府市など7割の学校で授業を再開したが、再開した学校もグラウンドが雪捨て場になっており、体育の授業が出来ない影響が続いた。
- 山梨日日新聞は輸送するトラックが新聞販売店に届かなかったり、配達が遅延していることなどからホームページで一部紙面を公開した。

群馬県
- 群馬県甘楽郡南牧村で同月16日17時の時点で、村役場のある大日向地区を含むほぼ全域で停電し、電話も、役場の災害時緊急回線以外は不通となった。群馬県警察富岡警察署などによると、村外に通じる県道45号の下仁田町方面、上野村方面ともに通行不能のため、孤立状態となった。

三重県
- 2月14日、三重県内の鉄道、バスなどの公共交通機関が全て運行休止となった。このため、伊勢神宮への参拝客が宿泊予定の鳥羽市に行くことが出来ずに困っていると報じられていた。また、神宮林に倒木が多数あり、安全の確保が難しいため、参拝客の受け入れも中止となった。

### 建造物
- 2月14日-15日

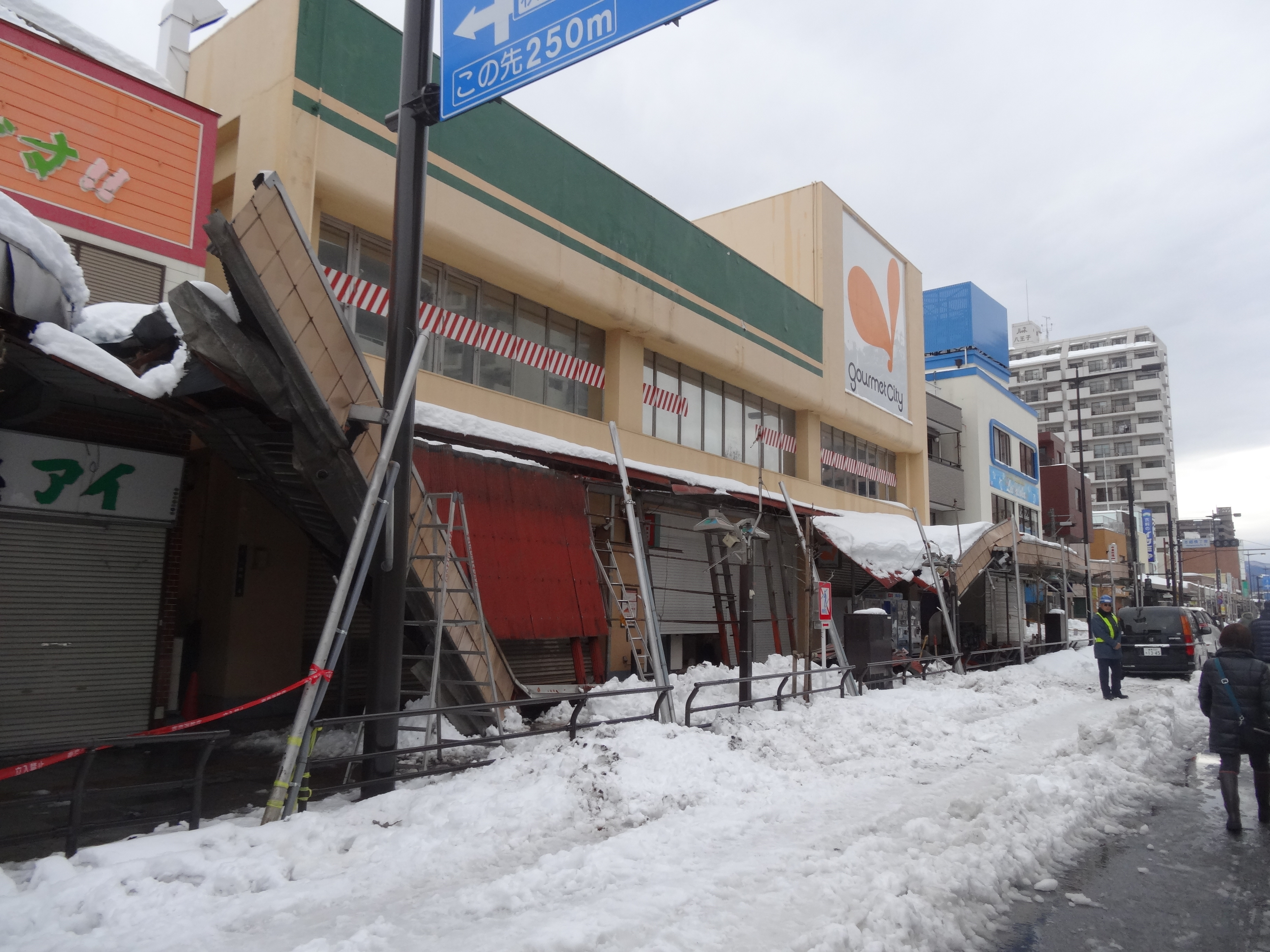
崩落したアーケード（東京都八王子市、2014年2月15日撮影）

  - 山梨・群馬・埼玉を中心に多くの世帯のカーポートが崩落。
  - 群馬県富岡市の富岡製糸場の乾燥場の屋根が崩落し、職員1人が負傷するなど、計4棟が全半壊[67]。
  - 群馬県高崎市の高崎中央銀座商店街のアーケードが崩落[68]。
  - 東京都八王子市でアーケード街の屋根が崩落[69]。
  - 東京都三鷹市の海上技術安全研究所「実海域再現水槽棟」の屋根が崩落[70]。
  - 埼玉県朝霞市の西友朝霞根岸店で天井が一部崩落。
  - 埼玉県本庄市のスーパーで一部倒壊。
  - 埼玉県熊谷市のくまがやドームの屋根部分が崩落[71]。
  - 埼玉県富士見市の市立市民総合体育館で15日朝、メーンアリーナの屋根が崩落[72]。
  - 埼玉県秩父郡横瀬町にある西武鉄道横瀬車両基地の検修庫屋根が崩落。一部の保存車両が破損する被害が出た[73]。
  - 神奈川県の東急こどもの国線こどもの国駅でプラットホームの屋根が崩落[74][75]。
  - 海上自衛隊厚木基地に隣接した日本飛行機の整備施設の屋根が大雪で陥没。防衛省によるとP-3C哨戒機3機やEP-3（記事ではE-3と記載）電子戦データ収集機1機等計6機が収容されており、機体が損傷している可能性があり、確認を進めているとの事[76]。その他OP-3C・UP-3Dも収容されていたとの事[77]。

### 農業
山梨県内のビニールハウスの4割が倒壊または損傷、特にブドウの産地である笛吹市や甲州市などの峡東地区では8割が被害を受け、今年度の収穫に多大な影響が出ることが予想される。栃木県でもビニールハウスの倒壊で収穫期のイチゴの被害を受けたほか、群馬県でもキュウリやトマトの被害が発生しており、産経新聞の調査では約250億円の被害が出ているとされている。また、埼玉県でも同様にビニールハウスの倒壊が相次ぎ、埼玉県のブランドネギである「深谷葱」を始めとした農産物の被害が発生、被害額は約229億円にも及ぶとされた。

### 試験
- 2月15-16日
  - 慶応大学は、日吉キャンパス（横浜市港北区）で行った文学部の入試開始を3時間繰り下げて13時にし、16日の法学部の入試開始時間も90分繰り下げて11時半からとなった。中央大学は、多摩キャンパス（東京都八王子市）の入試開始を2時間遅らせ12時半にしたが間に合わない受験生が続出、遅れて来た受験生約30人を別室で受験させた。しかし、試験会場に来られなかった受験生もいたため、救済措置として、再試験日を設けることも検討している[83]。
  - 厚生労働省は、16日に全国25会場で実施する看護師国家試験（全国で約6万人が受験予定）に関し、仙台市、東京都、愛知県日進市の10会場で試験開始時間を1時間繰り下げて10時50分からにすると15日夜に発表した。1時間繰り下げでも間に合わない受験者については、さらに1時間繰り下げて別室で試験を行った。その後同年3月3日に、前述の3都県において3月29日に再試験を行う旨が発表され、実施された。この際には、大雪の中無理をして試験会場に行ったために「万全の体調で受験できなかった者」も再試験対象に認められた。但し会場は各都県1箇所のみの開催となった。
  - 早稲田大学も、15日の法学部の入試開始時間を3時間繰り下げ13時からにするとともに、16日の基幹理工学部、創造理工学部、先進理工学部は90分繰り下げ11時10分とした。

### イベント・スポーツ
- 2月9日に予定されていたジャパンラグビートップリーグファイナルが、8日からの東京都内降雪の影響により、観客、選手の安全確保及び競技の運営が出来ないと判断したため、中止・11日に延期となった[84]。
- 2月9日に幕張メッセで開催されたワンダーフェスティバル2014[冬]は通常通り開催されたが、京葉線・武蔵野線の大幅なダイヤ乱れに伴い、前年夏開催と比べて来場者数が大幅に減少した。また、多くのディーラーが参加を取りやめた。
- 2月15日に幕張メッセで開催されたジャパンアミューズメントエキスポ2014は通常通り開催されたが、一部のステージが中止となったり、京葉線・武蔵野線の大幅なダイヤ乱れに伴い、前年と比べて来場者数が大幅に減少した。
- 2月13日から16日までパシフィコ横浜展示ホールで開催されたCP+2014は、交通機関の混乱が予想されることを理由に15日のみ中止となった[85]。このため来場者数が2013年の62,597人から42,203人に減少した[86]。
- 2月15日に予定されていたJリーグのプレシーズンマッチのうち、大宮アルディージャ-ヴィッセル神戸戦と水戸ホーリーホック-鹿島アントラーズ戦が悪天候により観客の安全確保が困難であり、交通機関の混乱が予想されることを理由に中止となった。代替はなし[87][88]。
- 中央競馬の東京競馬場では、2月8日、9日、15日、16日と初めて同一競馬場での4日間連続中止となり、8日は10日、9日は17日、15日は18日、16日は24日にいずれも振り替えとなった。
- 競艇（ボートレース）では、桐生競艇場（2月8・15・16日→2月10・20・21日）・戸田競艇場（2月15日→18日）・多摩川競艇場（2月15日→20日）でそれぞれ雪による中止順延が発生している。また平和島競艇場では2月8日に開幕した関東地区選手権競走の初日第10競走以降が風雪に伴う視界不良のため中止打ち切りとなった。
- 競輪のG1全日本選抜競輪（高松）は、2月8日に開催予定だった初日の全競走が大雪によるバンク凍結の影響により中止、翌日以降に順延となった[89]。その他にも、伊東温泉F2（2月8日）、奈良F2、和歌山F1（両場とも2月14日）でも雪による中止順延が発生した。なお、西武園F2は3日目（最終日）[90]、前橋F2は初日にそれぞれ開催を中止、打ち切りとなった[91]。また、前橋競輪場などの複数の施設では、G3四日市記念の場外発売も中止になった[92]。
- 2月16日に予定されていた第48回青梅マラソンが積雪により準備作業およびコースの除雪作業が不可能であるとして中止となった[93]。
- Jリーグ1部に所属するヴァンフォーレ甲府は3月1日に山梨中銀スタジアムで予定していた鹿島アントラーズとの2014年Jリーグ公式戦の開幕戦について当競技場での開催を見送り[94]、国立霞ヶ丘競技場陸上競技場での開催に変更となった[95]。スタジアムに残る雪の量が非常に多く除雪が困難であることや、同スタジアムを含む山梨県小瀬スポーツ公園が災害派遣されている陸上自衛隊の拠点としても利用され、かつ一部の付属駐車場が雪捨て場として提供されているため駐車場の確保が難しいこと、および周辺の道路事情が完全に回復していないことなどを考慮したものである[96]。尚、試合は会場を変更して開催されるため、特別に1等が10億円に設定されていた第678回toto BIGの扱いに変更はなく、1等は10億円となった。もしもこの試合を全的中扱いとした場合、1等の的中者数が増えて10億円を下回る恐れがあったという。

## 各機関による対応

### 政府
2月18日、日本国政府は、関係省庁災害対策会議を「平成26年豪雪非常災害対策本部」に格上げし、18日に初会合を開いた。
2月18日、政府は、山梨県に亀岡内閣府大臣政務官を本部長とする、豪雪非常災害現地対策本部を設置することを決定。
2月23日、農林水産大臣林芳正は、23日に特に農業被害の大きかった山梨県を訪れ、資金面の支援策を打ち出すことを明らかにしている。
2月25日、山梨県に設置している豪雪非常災害現地対策本部は、所管区域内における集落の孤立状態が概ね解消したことや、道路の除雪作業の応急対策の実施に一定のめどがついたこと等により、25日14時をもって、関係機関間の連絡調整等を行う政府現地連絡調整室へと改組。
2月28日、山梨県に設置していた政府現地連絡調整室は、県内の集落の孤立状態がほぼ解消し、山梨県の災害対策本部も廃止されたことから閉鎖した。

### 気象庁
気象庁の羽鳥光彦長官は20日の定例記者会見で「14日から15日にかけての量的予測には不十分な点があった」と認め、その上で「予測技術の向上が極めて重要と考えている」と述べた。また、昨年から運用が開始された特別警報の利用については、「基準（大雪の範囲が府県程度の広がりを持ち、50年に1度の積雪深、かつその後も警報級の降雪が丸一日以上継続すると予想されるケース）を満たさなかったため、大雪特別警報を発表しなかった」と述べた。なお、気象庁は基準見直しも検討している。

### 自衛隊

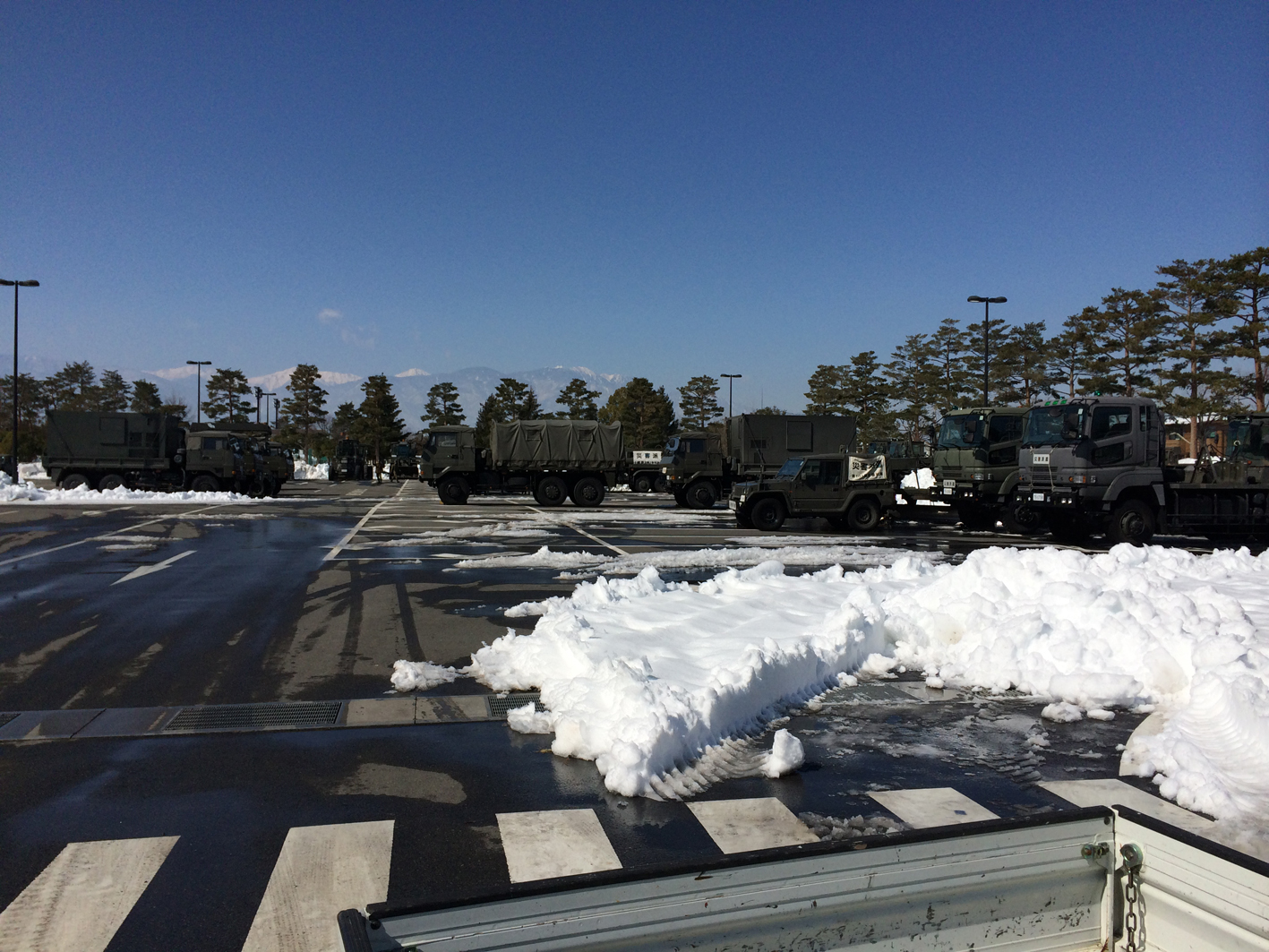
山梨県小瀬スポーツ公園に集結した陸上自衛隊第1師団の車両（山梨県甲府市、2014年2月21日11時頃撮影）

自衛隊は都県知事の要請に基づいて、人命救助や物資輸送のために災害派遣を行った。派遣が行われたのは山梨県、群馬県、長野県、静岡県、東京都、宮城県、埼玉県。
派遣規模は、人員延べ約4,900名、車両延べ約980両、航空機延べ131機となり、救助者数累計73名、患者空輸計3名、物資輸送累計約 44.0t、除雪距離累計約281.2kmであった。

### 警察
警察部隊は、警視庁をはじめ山梨県警など7県警が2月15日より出動し、1都7県で約200人を救助した。

### 国土交通省
2月18日、国土交通省本省非常体制を発表し、豪雪非常災害対策本部設置。
2月18日-25日まで中部地方整備局より群馬県及び静岡県御殿場市へ TEC-FORCE を延べ107人・日派遣し、除雪支援を実施。
2月16日-26日まで北陸地方整備局より山梨県へ TEC-FORCE を延べ200人・日派遣し、除雪支援を実施。

### 自治体
新潟県上越市では災害協定を結ぶ甲府市からの要請により冬季作業車両および運転手を派遣。新潟県も支援に乗り出し、早川町などの孤立している集落への除雪を行った。同県柏崎市も災害協定を結ぶ前橋市の要請により除雪ドーザーおよび運転要員を派遣している。
山梨県では雪かきボランティアを装った振り込め詐欺に対し、注意勧告を行なっている。勧告を出した時点では今回の豪雪による振り込め詐欺の被害は発生していないが、東日本大震災関連では実際それを装った被害が発生しており、金融庁でも注意勧告を行なっていることなどから、県では先手を打って対応した。
長野県佐久市では柳田清二市長が被害状況の把握のため、Twitter上で市民から写真及び位置情報付きのツイートを募り情報収集を行った。当時、佐久市は国道141、142号線および多くの県道が積雪により通行不可能となっており、特に郊外への職員の派遣が不可能な状況下にあった。

### 企業
山梨県内の道路が寸断されている間、セブン&アイ・ホールディングスなどでは、ヘリコプターを使い物資を輸送する対策を採った。
山崎製パンでは、配送中のトラックが中央自動車道などで立ち往生したが、談合坂サービスエリアでは、同様に動けない他の車のドライバーに対し、積み荷のパンや菓子を無償で提供する対応を採った。また、シャトレーゼも大月市内で立ち往生し、積み荷の菓子を無償配布している。この対応がTwitter上で拡散・賞讃され、山崎製パンでは東京証券取引所の株価が一時上昇した。

### 批判
安倍晋三首相が大雪の翌日の16日の夕方に赤坂の天ぷら料亭にて支援者らと食事をとったことが首相動静にて報じられると、北海道新聞 や朝鮮日報が取り上げ、民主党の松原仁国会対策委員長が批判したのをはじめ、生活の党所属の前衆議院議員である三宅雪子や作詞家の湯川れい子、メディアジャーナリストの津田大介がTwitter上で批判を展開した。これに対し安倍首相は17日付のFacebookで経緯を釈明した。一方、三宅、津田はその発言について批判を浴びた。なお、安倍はこの雪害の半年後の広島市の土砂災害では河口湖でゴルフをしてやはり批判を浴びた。
民主党の海江田万里代表は、政府調査団の派遣が17日になったことに対し「初動が遅れたとのそしりは免れない」と批判している。菅義偉官房長官は「首相の指示で古屋圭司防災担当大臣がしっかり対応している」と説明した。
山梨県でも県レベルでの災害対策本部を雪が降り止んでから3日が経過した17日にようやく設置、山梨大学地域防災・マネジメント研究センター長で教授の鈴木猛康がその遅さを指摘し、Twitterでは対応への批判が起きた。横内正明知事は15日は雪の影響で登庁できず、16人いる特別職と部局長も登庁できたのはわずか3人だけであった。県内では山梨県建設業協会が雪が降り始めた14日中に作業を開始。甲府市の宮島雅展市長や富士吉田市の堀内茂市長も15日正午までに登庁し、その日のうちに市による災害対策本部を設置していた。これに対し横内知事は18日の本部会議後に「本部設置が遅れ、やるべきことができなかったということはない」と述べ、県幹部も「たとえ職員が自発的に登庁する意志があっても降雪の影響で難しかった」と釈明している。
埼玉県では、秩父市の久喜邦康市長が15日時点で、埼玉県危機管理防災部へ自衛隊の災害派遣要請を行い、同部部長が埼玉県知事上田清司に現地の状況を伝えていたにも関わらず、上田清司が「除雪のための派遣要請はできない」と判断し要請を拒否したため、自衛隊の出動が遅れた。上田知事は要請を受けた15日に「埼玉サイクルエキスポ2014」、翌16日には「埼玉クイズ王決定戦」に参加。その後も久喜市長が要請を続け、同月17日朝になり検討を開始、同日夕になって初めて孤立集落の窮状を把握し、派遣要請を決めた。
御殿場市は、静岡県に自衛隊の災害派遣要請したものの、県の判断により要請が見送られた。
テレビ各局は報道特別番組を編成せず、ソチオリンピック特番を予定通りに流し続けた。人命が危機に瀕する深刻な事態を迎えた災害において、多くのスポンサー企業のあるオリンピック特番を流し続けたことを「商業的な理由からオリンピックの中継を優先させた」とみなして、ブロガーの新井庸志が批判した。

## 主な記録

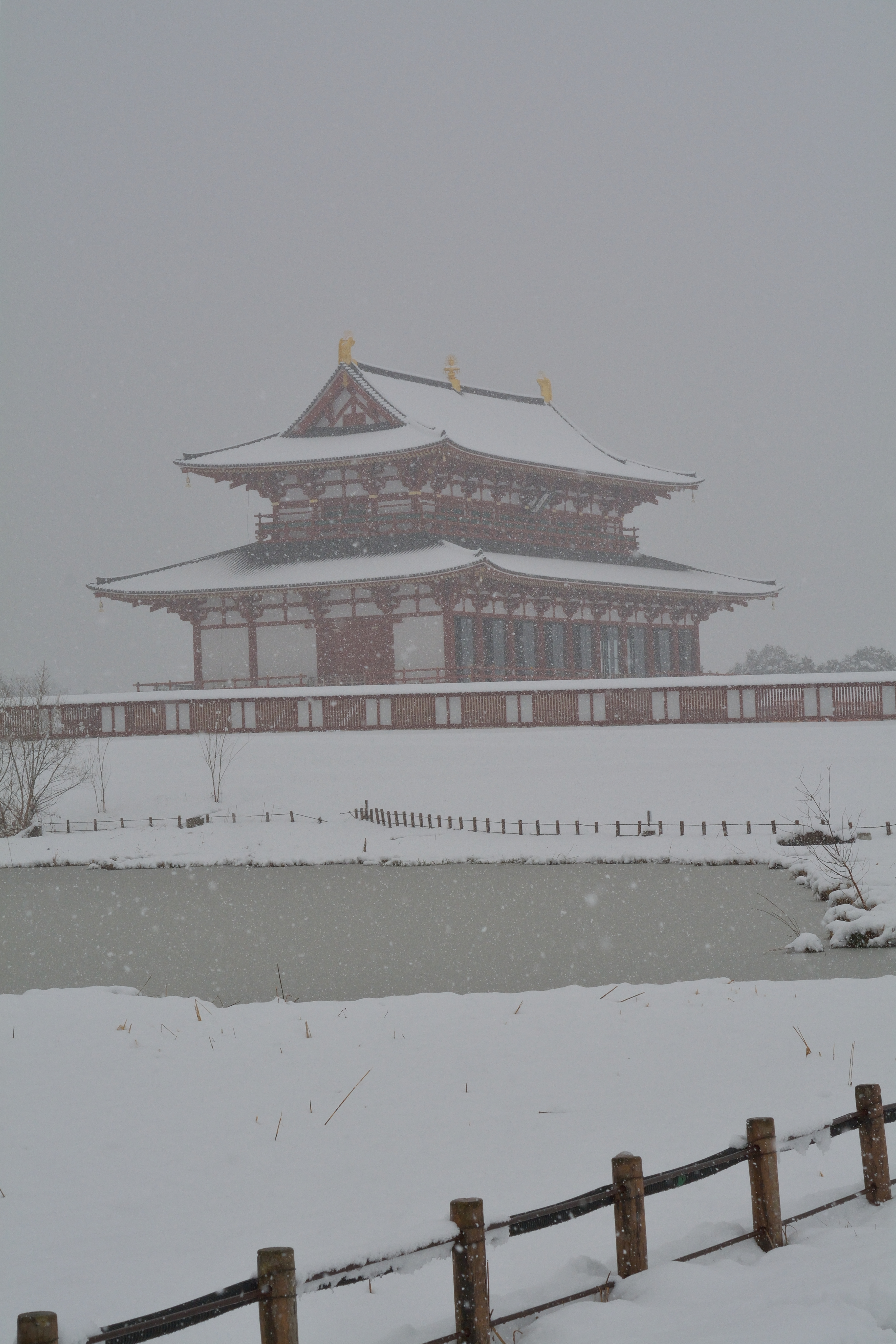
雪が積もっている平城宮跡大極殿（奈良市、2014年2月14日撮影）

記録的大雪となったアメダス地点の最深積雪
| 地名               | 積雪量（cm） | 日付、観測点での記録                                  |
| ------------------ | ------------ | ----------------------------------------------------- |
| 宇登呂（斜里町）   | 186          | （2014年（平成26年）2月20日、1988年観測開始 歴代1位） |
| 草津               | 162          | （2014年（平成26年）2月16日、1989年観測開始 歴代1位） |
| 菅平（上田市）     | 152          | （2014年（平成26年）2月16日、1989年観測開始 歴代1位） |
| 湯本（天栄村）     | 130          | （2014年（平成26年）2月15日、1985年観測開始 歴代2位） |
| 土呂部（日光市）   | 129          | （2014年（平成26年）2月15日、1989年観測開始 歴代1位） |
| 開田高原（木曽町） | 115          | （2014年（平成26年）2月15日、1991年観測開始 歴代1位） |
| 那須               | 88           | （2014年（平成26年）2月15日、1989年観測開始 歴代1位） |
| 十和田             | 87           | （2014年（平成26年）2月16日、1983年観測開始 歴代2位） |
| 茂庭（福島市）     | 84           | （2014年（平成26年）2月15日、1992年観測開始 歴代2位） |
| 岩泉               | 77           | （2014年（平成26年）2月16日、1991年観測開始 歴代2位） |
| 新川（仙台市）     | 70           | （2014年（平成26年）2月15日、1984年観測開始 歴代1位） |
| 久慈               | 70           | （2014年（平成26年）2月16日、1988年観測開始 歴代2位） |
| 白石               | 57           | （2014年（平成26年）2月15日、1984年観測開始 歴代1位） |
| 静内（新ひだか町） | 38           | （2014年（平成26年）2月16日、1988年観測開始 歴代1位） |

記録的大雪となった気象官署の最深積雪（気象台・旧測候所）
| 地名                   | 積雪量（cm） | 日付、観測点での記録                                                   |
| ---------------------- | ------------ | ---------------------------------------------------------------------- |
| 河口湖（富士河口湖町） | 143          | （2014年（平成26年）2月15日、1933年観測開始 歴代1位）                  |
| 根室                   | 115          | （2014年（平成26年）3月21日、1879年観測開始 歴代1位）                  |
| 甲府                   | 114          | （2014年（平成26年）2月15日、1894年観測開始 歴代1位）                  |
| 軽井沢                 | 99           | （2014年（平成26年）2月15日、1925年観測開始 歴代1位）                  |
| 秩父                   | 98           | （2014年（平成26年）2月15日、1926年観測開始 歴代1位）                  |
| 飯田                   | 81           | （2014年（平成26年）2月15日、1897年観測開始 歴代1位）                  |
| 白河                   | 76           | （2014年（平成26年）2月15日、1940年観測開始 歴代1位）                  |
| 松本                   | 75           | （2014年（平成26年）2月15日、1898年観測開始 歴代2位。戦後2位）         |
| 前橋                   | 73           | （2014年（平成26年）2月15日、1896年観測開始 歴代1位）                  |
| 長野                   | 70           | （2014年（平成26年）2月16日、1892年観測開始 歴代3位。戦後2位）         |
| 熊谷                   | 62           | （2014年（平成26年）2月15日、1896年観測開始 歴代1位）                  |
| 八戸                   | 61           | （2014年（平成26年）2月16日、1936年観測開始 歴代5位。戦後5位）         |
| 福島                   | 54           | （2014年（平成26年）2月15日、1901年観測開始 歴代4位。戦後2位）         |
| 諏訪                   | 52           | （2014年（平成26年）2月15日、1945年観測開始 歴代5位）                  |
| 北の丸公園（東京）     | 39           | （2014年（平成26年）2月15日、2011年試験観測開始 歴代1位）              |
| 石巻                   | 38           | （2014年（平成26年）2月9日、1887年観測開始 歴代2位、戦後1位）          |
| 仙台                   | 35           | （2014年（平成26年）2月9日、1926年観測開始 歴代3位、戦後1位）          |
| 千葉                   | 33           | （2014年（平成26年）2月9日、1966年観測開始 歴代1位）                   |
| 宇都宮                 | 32           | （2014年（平成26年）2月15日、1890年観測開始 歴代1位）                  |
| 横浜                   | 28           | （2014年（平成26年）2月15日、1896年観測開始 歴代7位、戦後5位）         |
| 東京（大手町）         | 27           | （2014年（平成26年）2月9日、2月15日、1875年観測開始 歴代8位、戦後4位） |
| つくば（館野）         | 26           | （2014年（平成26年）2月9日、1921年観測開始 歴代2位、戦後1位）          |
| 奈良                   | 15           | （2014年（平成26年）2月14日、1953年観測開始 歴代4位）                  |
| 津                     | 13           | （2014年（平成26年）2月14日、1889年観測開始 歴代7位、戦後3位）         |

その他の記録
- 2月15日 - 山中湖村平野187cm（国土交通省）[3][要検証 – ノート]、山中湖村163cm・身延町切石85cm（気象庁）[127]、御殿場85cm（気象庁）[128]、郡山83cm（気象庁）[129]、八王子市片倉69cm（国土交通省）[130]、相模原中央区56cm（気象庁）[131]、さいたま21.5 cm・北本38.0 cm・飯能51.0 cm・越谷23.0 cm・朝霞35.0 cm・川越39.0 cm・東松山45.0 cm・本庄65.0 cm・行田39.0 cm・杉戸12.0 cm（埼玉県土整備事務所）[132]、所沢57cm（所沢中央消防署）。

## その他
この災害を教訓に、大雪災害の可能性を国民に広く周知する「大雪に関する国土交通省緊急発表」、短時間に著名な降雪を記録した際に発せられる「顕著な大雪に関する気象情報」といった各種防災情報、国直轄道路におけるチェーン規制、災害対策基本法改正による立ち往生車両の強制撤去といった各種制度が創設された。
日本テレビで2013年1月14日に放送された報道特別番組において、若い男性が「恋人といる時の雪って特別な気分に浸れて私は好きです」と語っていた画像がこの時期に再発見され、これをアニメのキャラクターに置き換えたコラージュ画像が多数出回った。